# Danh sách trạm phát sóng phát thanh FM tại Việt Nam
Dưới đây là danh sách trạm phát sóng các kênh phát thanh FM phát sóng tại Việt Nam, bao gồm các kênh đang phát sóng, đã từng phát sóng ở các kênh tần số FM cũ, gồm các kênh phát thanh của Đài Tiếng nói Việt Nam, đài phát thanh cấp tỉnh và cấp huyện thuộc các tỉnh/thành phố trực thuộc trung ương, được chia theo từng vùng miền.
(Các đài phát thanh cấp huyện sẽ dừng phát sóng trước ngày 31 tháng 12 năm 2025 theo yêu cầu của Nghị định 49/2024/NĐ-CP).

## Tây Bắc Bộ
| Tỉnh thành | Trạm phát                                                 | Kênh tần số FM (MHz)                                                                                      | Tên kênh                  | Chú thích                                                                                 |
| ---------- | --------------------------------------------------------- | --- | ------------------------- | ----------------------------------------------------------------------------------------- |
| Lào Cai    | Đài phát thanh huyện Mường Khương                         | 88,0 | Mường Khương + VOV1/VOV3  |                                                                                           |
| Lào Cai    | Đài phát thanh huyện Bảo Yên                              | 88,3 | Bảo Yên                   |                                                                                           |
| Lào Cai    | Đài phát thanh huyện Bảo Thắng                            | 90,2 (xã Phong Hải) 102,0 (xã Sơn Hà)                                                                     | Bảo Thắng                 |                                                                                           |
| Lào Cai    | Đài PT–TH Lào Cai                                         | 90,5 | VOV1                      |                                                                                           |
| Lào Cai    | Đài phát thanh huyện Si Ma Cai                            | 90,5 | Si Ma Cai                 |                                                                                           |
| Lào Cai    | Đài PT–TH Lào Cai                                         | 91,0 | Lào Cai Dân Tộc           |                                                                                           |
| Lào Cai    | Đài PT–TH Lào Cai                                         | 91,5 | VOV Giao thông            |                                                                                           |
| Lào Cai    | Đài PT–TH Lào Cai                                         | 94,0 | VOV1                      |                                                                                           |
| Lào Cai    | Đài PT–TH Lào Cai                                         | 101,0 → 95,3 → 95,2                                                                                       | VOV3                      |                                                                                           |
| Lào Cai    | Đài PT–TH Lào Cai                                         | 97,0 | Lào Cai                   |                                                                                           |
| Lào Cai    | Đài PT–TH Lào Cai                                         | 103,5 (cũ) 98,0                                                                                           | VOV2                      |                                                                                           |
| Lào Cai    | Đài PT–TH Lào Cai                                         | 98,3 | VOV1                      |                                                                                           |
| Lào Cai    | Đài phát thanh huyện Bắc Hà                               | 98,3 | Bắc Hà/Lào Cai/VOV2       |                                                                                           |
| Lào Cai    | Đài PT–TH Lào Cai                                         | 99,1 | VOV4                      |                                                                                           |
| Lào Cai    | Đài phát thanh TX. Sa Pa                                  | 99,6 → 99,4                                                                                               | Sa Pa                     |                                                                                           |
| Lào Cai    | Đài phát thanh huyện Văn Bàn                              | 100,5 | Văn Bàn                   |                                                                                           |
| Lào Cai    | Đài PT–TH Lào Cai                                         | 102,5 | VOV3                      |                                                                                           |
| Lào Cai    | Đài phát thanh huyện Bát Xát                              | 106,0 → 104,2                                                                                             | Bát Xát                   |                                                                                           |
| Lào Cai    | Đài phát thanh TP. Lào Cai                                | 105,0 | TP. Lào Cai               |                                                                                           |
| Lai Châu   | Đài phát thanh huyện Tam Đường                            | 88,0 | Tam Đường                 |                                                                                           |
| Lai Châu   | Đài phát thanh huyện Nậm Nhùn                             | 89,0 | Nậm Nhùn                  |                                                                                           |
| Lai Châu   | Đài phát thanh huyện Than Uyên                            | 89,0 (xã Mường Kim) 97,8 (thị trấn Than Uyên)                                                             | Than Uyên                 | [ 6 ] [ 7 ]                                                                               |
| Lai Châu   | Đài phát thanh huyện Mường Tè                             | 93,4 (thị trấn Mường Tè) 95,0 (xã Mường Tè)                                                               | Mường Tè                  |                                                                                           |
| Lai Châu   | Đài PT–TH Lai Châu                                        | 94,1 | Lai Châu                  |                                                                                           |
| Lai Châu   | Đài phát thanh huyện Sìn Hồ                               | 94,7 (thị trấn Sìn Hồ) 98,5 (xã Nậm Tăm)                                                                  | Sìn Hồ                    |                                                                                           |
| Lai Châu   | Đài phát thanh huyện Phong Thổ Trạm phát sóng FM Mường Tè | 95,0/97,0 (thị trấn Phong Thổ) 96,0 (xã Dào San)                                                          | Phong Thổ VOV1 (Mường Tè) | Tần số chính là 97,0 MHz. Tần số 95,0 MHz phủ sóng địa bàn xã Mường So và phụ cận.        |
| Lai Châu   | Đài phát thanh huyện Tân Uyên                             | 95,5 (xã Pắc Ta) 99,0 (thị trấn Tân Uyên)                                                                 | Tân Uyên                  |                                                                                           |
| Lai Châu   | Trạm phát sóng FM Sìn Hồ                                  | 96,5 | VOV2 (Sìn Hồ)             |                                                                                           |
| Lai Châu   | Đài PT–TH Lai Châu                                        | 98,0 | VOV1                      |                                                                                           |
| Lai Châu   | Đài phát thanh TP. Lai Châu                               | 98,0 | TP. Lai Châu              |                                                                                           |
| Lai Châu   | Trạm phát sóng FM Sìn Hồ                                  | 100,0 | VOV1, VOV4 (Sìn Hồ)       |                                                                                           |
| Lai Châu   | Đài PT–TH Lai Châu                                        | 101,5 | VOV2                      | Mường Tè cũ                                                                               |
| Lai Châu   | Trạm phát sóng FM Sìn Hồ                                  | 103,5 | VOV1 (Sìn Hồ)             | [ 10 ]                                                                                    |
| Yên Bái    | Đài phát thanh huyện Lục Yên                              | 88,0 (xã Phúc Lợi) 98,0 (thị trấn Yên Thế)                                                                | Lục Yên                   |                                                                                           |
| Yên Bái    | Đài phát thanh huyện Văn Chấn                             | 90,0 (xã Cát Thịnh) 96,0 (thị trấn Sơn Thịnh)                                                             | Văn Chấn                  |                                                                                           |
| Yên Bái    | Đài phát thanh huyện Trấn Yên                             | 90,4 | Trấn Yên                  |                                                                                           |
| Yên Bái    | Đài PT–TH Yên Bái                                         | 92,1 | Yên Bái                   |                                                                                           |
| Yên Bái    | Đài phát thanh huyện Yên Bình                             | 92,1 (xã Cẩm Nhân) 94,3 (thị trấn Yên Bình) 98,0 (xã Tân Hương)                                           | Yên Bình                  |                                                                                           |
| Yên Bái    | Đài PT–TH Yên Bái                                         | 93,0 | Yên Bái (cũ)              | TP. Yên Bái                                                                               |
| Yên Bái    | Đài PT–TH Yên Bái                                         | 94,0 | VOV1                      |                                                                                           |
| Yên Bái    | Đài phát thanh huyện Trạm Tấu                             | 95,0 (thị trấn Trạm Tấu) 103,5 (xã Trạm Tấu)                                                              | Trạm Tấu                  |                                                                                           |
| Yên Bái    | Đài phát thanh huyện Mù Cang Chải                         | 95,0 (xã Púng Luông) 96,0 (xã Lao Chải) 96,7 (thị trấn Mù Cang Chải)                                      | Mù Cang Chải              |                                                                                           |
| Yên Bái    | Đài phát thanh huyện Văn Yên                              | 97,7 (xã Lâm Giang) 98,5 (thị trấn Mậu A)                                                                 | Văn Yên                   |                                                                                           |
| Yên Bái    | Đài phát thanh TX. Nghĩa Lộ                               | 97,8 | Nghĩa Lộ                  |                                                                                           |
| Yên Bái    | Đài phát thanh TP. Yên Bái                                | 98,0 | TP. Yên Bái               |                                                                                           |
| Điện Biên  | Đài phát thanh huyện Mường Chà                            | 87,5 | Mường Chà                 |                                                                                           |
| Điện Biên  | Đài phát thanh TP. Điện Biên Phủ                          | 89,6 | Điện Biên Phủ             |                                                                                           |
| Điện Biên  | Đài PT–TH Điện Biên                                       | 90,5 | VOV4                      |                                                                                           |
| Điện Biên  | Đài phát thanh huyện Tủa Chùa                             | 91,7 (xã Sính Phình) 98,9 (thị trấn Tủa Chùa)                                                             | Tủa Chùa                  |                                                                                           |
| Điện Biên  | Đài phát thanh huyện Tuần Giáo                            | 92,7 | Điện Biên (Tuần Giáo)     |                                                                                           |
| Điện Biên  | Đài phát thanh huyện Điện Biên                            | 93,0 | Điện Biên                 |                                                                                           |
| Điện Biên  | Đài phát thanh thị xã Mường Lay                           | 93,7 | Mường Lay                 |                                                                                           |
| Điện Biên  | Đài phát thanh huyện Nậm Pồ                               | 94,0 | Nậm Pồ                    |                                                                                           |
| Điện Biên  | Đài phát thanh huyện Điện Biên Đông                       | 94,2 | Điện Biên Đông            |                                                                                           |
| Điện Biên  | Trạm phát sóng FM Tuần Giáo                               | 94,9 | VOV1 (Tuần Giáo)          |                                                                                           |
| Điện Biên  | Đài phát thanh huyện Tuần Giáo                            | 95,0 | Tuần Giáo                 |                                                                                           |
| Điện Biên  | Đài PT–TH Điện Biên                                       | 97,5 → 95,0                                                                                               | VOV1                      | Mường Nhé                                                                                 |
| Điện Biên  | Đài PT–TH Điện Biên                                       | 96,5 | VOV2                      | Mường Nhé & TP. Điện Biên                                                                 |
| Điện Biên  | Đài PT–TH Điện Biên                                       | 96,3 → 98,0                                                                                               | Điện Biên                 | [ 10 ]                                                                                    |
| Điện Biên  | Đài PT–TH Điện Biên                                       | 98,0 100,5                                                                                                | VOV2, VOV4                | TP. Điện Biên                                                                             |
| Điện Biên  | Đài phát thanh huyện Mường Nhé                            | 99,0 | Mường Nhé                 |                                                                                           |
| Điện Biên  | Đài PT–TH Điện Biên                                       | 100,0 | VOV3 (cũ) VOV1            |                                                                                           |
| Điện Biên  | Đài PT–TH Điện Biên                                       | 98,0 → 102,7                                                                                              | VOV3                      | cũ                                                                                        |
| Điện Biên  | Đài phát thanh huyện Mường Ảng                            | 100,0 103,5                                                                                               | Mường Ảng                 |                                                                                           |
| Sơn La     | Đài phát thanh huyện Sông Mã                              | 88,4 (thị trấn Sông Mã/xã Mường Lầm)                                                                      | Sông Mã                   | [ 11 ]                                                                                    |
| Sơn La     | Đài phát thanh huyện Thuận Châu                           | 89,1 (thị trấn Thuận Châu) 103,1 (xã Co Mạ)                                                               | Thuận Châu                |                                                                                           |
| Sơn La     | Đài phát thanh huyện Yên Châu                             | 89,2, 91,0 (thị trấn Yên Châu) 100,0 (cũ) 106,0 → 104,7 (xã Tú Nang)                                      | Yên Châu                  | [ 12 ]                                                                                    |
| Sơn La     | Đài phát thanh huyện Mường La                             | 89,6 (xã Mường Bú) 91,5 (xã Chiềng Ân) 94,6 (xã Ngọc Chiến) 100,0 (xã Mường Chùm) 102,0 (thị trấn Ít Ong) | Mường La                  | [ 13 ]                                                                                    |
| Sơn La     | Đài phát thanh huyện Phù Yên                              | 92,0 (thị trấn Phù Yên, xã Mường Do) 100,0 (xã Mường Cơi) 104,4 (xã Tân Phong)                            | Phù Yên                   |                                                                                           |
| Sơn La     | Đài phát thanh huyện Vân Hồ                               | 92,0 (xã Vân Hồ) 99,0 (xã Mường Tè) 101,0 (xã Xuân Nha)                                                   | Vân Hồ                    |                                                                                           |
| Sơn La     | Đài phát thanh huyện Bắc Yên                              | 98,0 (cũ) 93,0                                                                                            | Bắc Yên                   |                                                                                           |
| Sơn La     | Đài phát thanh TP. Sơn La                                 | 94,0 → 93,3                                                                                               | TP. Sơn La                | Phát sóng từ 6h30–7h00, 17h30–18h00 hàng ngày                                             |
| Sơn La     | Trạm phát sóng FM Sông Mã và Đèo Pha Đin                  | 94,0 | VOV1                      | Sông Mã & Đèo Pha Đin                                                                     |
| Sơn La     | Trạm phát sóng huyện Phù Yên                              | 95,0 | VOV1                      | Phù Yên                                                                                   |
| Sơn La     | Đài PT–TH Sơn La                                          | 96,0 | Sơn La                    | Phát sóng từ 9h00–13h00, 18h00–22h00 hàng ngày. Từ 4h45–9h00 và 22h00–24h00 tiếp âm VOV1. |
| Sơn La     | Trạm phát sóng FM huyện Mai Sơn                           | 96,2 | VOV1, VOV2 (Mai Sơn)      |                                                                                           |
| Sơn La     | Trạm phát sóng FM Sông Mã                                 | 96,5 | VOV2                      | Sông Mã                                                                                   |
| Sơn La     | Đài PT–TH Sơn La                                          | 97,0 | VOV1, VOV4                |                                                                                           |
| Sơn La     | Trạm phát sóng huyện Phù Yên                              | 97,0 | VOV4                      | Phù Yên                                                                                   |
| Sơn La     | Trạm phát sóng Đèo Pha Đin                                | 97,0 | VOV4                      | Đèo Pha Đin                                                                               |
| Sơn La     | Đài phát thanh huyện Mộc Châu                             | 97,2 (xã Chiềng Sơn) 97,6 (xã Nà Mường)                                                                   | Mộc Châu                  |                                                                                           |
| Sơn La     | Đài phát thanh huyện Quỳnh Nhai                           | 97,4 | Quỳnh Nhai                |                                                                                           |
| Sơn La     | Trạm phát sóng FM Mộc Châu                                | 100,0 → 97,6                                                                                              | VOV1, VOV2 (Mộc Châu)     |                                                                                           |
| Sơn La     | Đài phát thanh huyện Mai Sơn                              | 97,7 | Mai Sơn/Sơn La            |                                                                                           |
| Sơn La     | Đài phát thanh huyện Mai Sơn                              | 98,0 (xã Mường Chanh) 100,0 (xã Tà Hộc)                                                                   | Mai Sơn                   |                                                                                           |
| Sơn La     | Đài PT–TH Sơn La                                          | 95,0 → 99,0                                                                                               | VOV1                      |                                                                                           |
| Sơn La     | Trạm phát sóng FM Sông Mã                                 | 100,0 | VOV1 (Sông Mã)            |                                                                                           |
| Sơn La     | Đài phát thanh huyện Mai Sơn                              | 100,0 | Mai Sơn VOV1 (Sốp Cộp)    |                                                                                           |
| Sơn La     | Đài PT–TH Sơn La                                          | 101,0 | VOV3                      |                                                                                           |
| Sơn La     | Trạm phát sóng Đèo Pha Đin                                | 101,0 | VOV1                      | Đèo Pha Đin                                                                               |
| Sơn La     | Đài PT–TH Sơn La                                          | 104,3 (cũ) 103,5                                                                                          | VOV2, VOV4                |                                                                                           |
| Sơn La     | Đài phát thanh huyện Sốp Cộp                              | 107,1 → 104,9                                                                                             | Sốp Cộp                   |                                                                                           |
| Hòa Bình   | Đài phát thanh huyện Đà Bắc                               | 88,5 (xã Mường Chiềng) 97,0 (xã Yên Hòa) 98,1 (thị trấn Đà Bắc)                                           | Đà Bắc                    | [ 16 ] [ 17 ]                                                                             |
| Hòa Bình   | Đài phát thanh huyện Lạc Thủy                             | 89,5 (thị trấn Chi Nê) 89,8 (thị trấn Ba Hàng Đồi) 95,0 (xã Thống Nhất)                                   | Lạc Thủy                  |                                                                                           |
| Hòa Bình   | Đài phát thanh huyện Tân Lạc                              | 90,4 | Tân Lạc                   |                                                                                           |
| Hòa Bình   | Đài phát thanh huyện Kim Bôi                              | 91,6 | Kim Bôi                   |                                                                                           |
| Hòa Bình   | Đài phát thanh huyện Cao Phong                            | 93,7 | Cao Phong                 |                                                                                           |
| Hòa Bình   | Đài phát thanh huyện Yên Thủy                             | 93,9 | Yên Thủy/VOV1             |                                                                                           |
| Hòa Bình   | Đài PT–TH Hòa Bình                                        | 94,0 | VOV1                      |                                                                                           |
| Hòa Bình   | Đài phát thanh huyện Kỳ Sơn (cũ)                          | 94,7 | Kỳ Sơn (cũ)               | Huyện đã sáp nhập vào thành phố Hòa Bình                                                  |
| Hòa Bình   | Đài phát thanh huyện Mai Châu                             | 95,0 | Mai Châu                  |                                                                                           |
| Hòa Bình   | Đài phát thanh TP. Hòa Bình                               | 97,5 | TP. Hòa Bình              |                                                                                           |
| Hòa Bình   | Đài phát thanh huyện Lương Sơn                            | 97,5 (xã Lâm Sơn) 104,4 (xã Cao Thắng) 104,8 (thị trấn Lương Sơn)                                         | Lương Sơn                 | [ 18 ]                                                                                    |
| Hòa Bình   | Đài PT–TH Hòa Bình                                        | 98,5 | VOV2                      | cũ                                                                                        |
| Hòa Bình   | Đài phát thanh huyện Lạc Sơn                              | 98,7 | Lạc Sơn                   |                                                                                           |
| Hòa Bình   | Đài PT–TH Hòa Bình                                        | 105,0 | Hòa Bình                  | TP. Hòa Bình                                                                              |

## Đông Bắc Bộ
| Tỉnh thành  | Trạm phát | Kênh tần số FM (MHz)                                                                  | Tên kênh                                 | Chú thích |
| ----------- | --- | ------------------------------------------------------------------------------------- | ---------------------------------------- | --- |
| Hà Giang    | Đài phát thanh huyện Vị Xuyên                                                                                    | 88,8                                                                                  | Vị Xuyên                                 | |
| Hà Giang    | Trạm phát sóng FM Quản Bạ                                                                                        | 89,5                                                                                  | VOV3                                     | Quản Bạ |
| Hà Giang    | Đài phát thanh huyện Quang Bình                                                                                  | 90,0                                                                                  | Quang Bình                               | |
| Hà Giang    | Trạm phát sóng FM Quản Bạ                                                                                        | 90,5                                                                                  | VOV4/VOV2 cũ                             | Quản Bạ |
| Hà Giang    | Đài phát thanh huyện Hoàng Su Phì                                                                                | 90,5                                                                                  | Hoàng Su Phì                             | |
| Hà Giang    | Đài phát thanh huyện Đồng Văn                                                                                    | 91,0                                                                                  | Đồng Văn                                 | |
| Hà Giang    | Đài PT–TH Hà Giang – Trạm phát sóng núi Cấm + Trạm phát sóng Quản Bạ                                             | 95,5 → 92,0                                                                           | Hà Giang                                 | Phát sóng từ 6h–22h hàng ngày từ 1/10/2023 |
| Hà Giang    | Đài phát thanh huyện Xín Mần                                                                                     | 92,5                                                                                  | Xín Mần                                  | |
| Hà Giang    | Đài phát thanh huyện Quản Bạ                                                                                     | 93,5 → 93,2                                                                           | Quản Bạ                                  | |
| Hà Giang    | Trạm phát sóng FM Chiêu Lầu Thi                                                                                  | 94,0                                                                                  | VOV1 (Chiêu Lầu Thi)                     | |
| Hà Giang    | Trạm phát sóng FM Quản Bạ                                                                                        | 95,0                                                                                  | VOV1, VOV4 (Quản Bạ)                     | |
| Hà Giang    | Đài phát thanh huyện Bắc Quang                                                                                   | 95,5 → 95,8                                                                           | Bắc Quang                                | |
| Hà Giang    | Trạm phát sóng FM Quản Bạ                                                                                        | 88,5 → 90,5 → 96,5                                                                    | VOV2 (cũ)                                | Quản Bạ |
| Hà Giang    | Trạm phát sóng FM Quản Bạ và Hoàng Su Phì                                                                        | 97,0                                                                                  | VOV2, VOV4 (Quản Bạ) VOV4 (Hoàng Su Phì) | [ 19 ] |
| Hà Giang    | Trạm phát sóng FM Chiêu Lầu Thi                                                                                  | 97,0                                                                                  | VOV4                                     | Chiêu Lầu Thi |
| Hà Giang    | Đài phát thanh huyện Yên Minh                                                                                    | 98,1                                                                                  | Yên Minh                                 | |
| Hà Giang    | Trạm phát sóng FM Chiêu Lầu Thi                                                                                  | 99,0                                                                                  | VOV2                                     | Chiêu Lầu Thi |
| Hà Giang    | Trạm phát sóng FM Hoàng Su Phì                                                                                   | 99,5                                                                                  | VOV2, VOV4 (Hoàng Su Phì)                | |
| Hà Giang    | Đài phát thanh huyện Mèo Vạc                                                                                     | 99,5                                                                                  | Mèo Vạc                                  | |
| Hà Giang    | Đài PT–TH Hà Giang – Trạm phát sóng Núi Cấm                                                                      | 100,0                                                                                 | VOV1/VOV2                                | |
| Hà Giang    | Trạm phát sóng FM Đồng Văn                                                                                       | 100,0                                                                                 | VOV1 (Đồng Văn)                          | |
| Hà Giang    | Đài phát thanh huyện Bắc Mê                                                                                      | 100,0                                                                                 | Bắc Mê                                   | |
| Hà Giang    | Trạm phát sóng FM Núi Cấm                                                                                        | 101,0                                                                                 | VOV2                                     | |
| Hà Giang    | Trạm phát sóng FM Núi Cấm                                                                                        | 102,0                                                                                 | VOV2                                     | |
| Hà Giang    | Trạm phát sóng FM Quản Bạ                                                                                        | 103,0                                                                                 | VOV1 (cũ)                                | Quản Bạ |
| Cao Bằng    | Đài phát thanh huyện Trà Lĩnh (cũ)                                                                               | 88,0 (thị trấn Hùng Quốc) 96,0 (xã Quang Trung)                                       | Trà Lĩnh (cũ)                            | Hiện chỉ tiếp phát đài phát thanh huyện Trùng Khánh |
| Cao Bằng    | Đài phát thanh huyện Bảo Lâm                                                                                     | 88,4 (xã Thái Học) 107,5 → 104,5 (thị trấn Pác Miầu) 107,9 → 104,9 (xã Nam Quang)     | Bảo Lâm                                  | |
| Cao Bằng    | Trạm phát sóng FM Hà Quảng                                                                                       | 90,6                                                                                  | VOV1 (Hà Quảng)                          | |
| Cao Bằng    | Đài phát thanh huyện Hòa An                                                                                      | 90,8 (thị trấn Nước Hai) 96,0 (xã Dân Chủ) 97,7 (xã Nguyễn Huệ)                       | Hòa An                                   | |
| Cao Bằng    | Đài phát thanh huyện Thạch An                                                                                    | 91,0                                                                                  | Thạch An                                 | |
| Cao Bằng    | Đài phát thanh huyện Quảng Uyên (cũ)                                                                             | 89,1 (xã Phúc Sen) 91,5 (thị trấn Quảng Uyên)                                         | Quảng Uyên (cũ)                          | Hiện chỉ tiếp phát đài phát thanh huyện Quảng Hòa |
| Cao Bằng    | Đài phát thanh huyện Hà Quảng                                                                                    | 90,6 (xã Lũng Nặm) 92,0 (xã Tổng Cọt) 98,1 (cũ) 98,8 (thị trấn Xuân Hòa)              | Hà Quảng                                 | [ 22 ] |
| Cao Bằng    | Trạm phát sóng FM Phja Oắc – Nguyên Bình                                                                         | 94,0                                                                                  | VOV1                                     | [ 23 ] |
| Cao Bằng    | Đài phát thanh huyện Bảo Lạc                                                                                     | 94,0 (xã Xuân Trường) 97,4 (thị trấn Bảo Lạc)                                         | Bảo Lạc                                  | |
| Cao Bằng    | Trạm phát sóng FM Phja Oắc (cũ)                                                                                  | 94,1 97,0                                                                             | VOV1                                     | |
| Cao Bằng    | Trạm phát sóng FM Phja Oắc – Nguyên Bình                                                                         | 97,0                                                                                  | VOV4                                     | |
| Cao Bằng    | Đài phát thanh huyện Quảng Hòa                                                                                   | 94,5 (xã Cách Linh) 105,0 (thị trấn Hòa Thuận)                                        | Quảng Hòa                                | Trước đây là huyện Phục Hòa |
| Cao Bằng    | Đài phát thanh huyện Hạ Lang                                                                                     | 94,7 (xã Lý Quốc) 96,5 (thị trấn Thanh Nhật) 98,1 (cũ)                                | Hạ Lang                                  | Phát sóng 5h30–7h00, 17h00–19h00 hàng ngày. Chương trình của đài huyện phát sóng thứ 3 và thứ 5 hàng tuần, thời gian còn lại tiếp VOV1. |
| Cao Bằng    | Đài phát thanh huyện Nguyên Bình                                                                                 | 95,0                                                                                  | Nguyên Bình                              | |
| Cao Bằng    | Đài phát thanh huyện Thông Nông (cũ)                                                                             | 92,1 → 96,2                                                                           | Thông Nông (cũ)                          | Hiện chỉ tiếp phát đài phát thanh huyện Hà Quảng |
| Cao Bằng    | Đài phát thanh huyện Trùng Khánh                                                                                 | 97,7                                                                                  | Trùng Khánh                              | |
| Cao Bằng    | Đài PT–TH Cao Bằng                                                                                               | 99,0 → 99,9                                                                           | Cao Bằng                                 | |
| Cao Bằng    | Trạm phát sóng FM Phja Oắc                                                                                       | 100,5                                                                                 | VOV3                                     | |
| Cao Bằng    | Trạm phát sóng FM Phja Oắc – Nguyên Bình                                                                         | 101,5 (cũ) 103,5                                                                      | VOV2, VOV4 (Nguyên Bình)                 | [ 24 ] |
| Cao Bằng    | Đài phát thanh TP. Cao Bằng                                                                                      | 104,0                                                                                 | TP. Cao Bằng                             | |
| Bắc Kạn     | Đài phát thanh huyện Bạch Thông                                                                                  | 89,1                                                                                  | Bạch Thông                               | |
| Bắc Kạn     | Đài phát thanh huyện Na Rì                                                                                       | 91,8                                                                                  | Na Rì                                    | |
| Bắc Kạn     | Đài phát thanh huyện Chợ Đồn                                                                                     | 92,7                                                                                  | Chợ Đồn                                  | |
| Bắc Kạn     | Đài phát thanh huyện Chợ Mới                                                                                     | 94,1                                                                                  | Chợ Mới                                  | |
| Bắc Kạn     | Đài phát thanh huyện Ngân Sơn                                                                                    | 94,5                                                                                  | Ngân Sơn                                 | |
| Bắc Kạn     | Đài phát thanh TP. Bắc Kạn                                                                                       | 95,0                                                                                  | TP. Bắc Kạn                              | |
| Bắc Kạn     | Đài phát thanh huyện Ba Bể Đài PT–TH Bắc Kạn                                                                     | 97,8                                                                                  | Ba Bể VOV2-VOV4                          | |
| Bắc Kạn     | Đài phát thanh huyện Pác Nặm                                                                                     | 98,0                                                                                  | Pác Nặm                                  | |
| Bắc Kạn     | Đài PT–TH Bắc Kạn                                                                                                | 99,3                                                                                  | Bắc Kạn                                  | |
| Bắc Kạn     | Đài PT–TH Bắc Kạn                                                                                                | 96,0 99,5                                                                             | VOV1-VOV4 VOV1                           | |
| Bắc Kạn     | Đài PT–TH Bắc Kạn                                                                                                | 102,1                                                                                 | Bắc Kạn/VOV1                             | |
| Lạng Sơn    | Đài PT–TH Lạng Sơn Trạm phát sóng FM Mẫu Sơn                                                                     | 88,2 88,6 89,3 99,5 101,0                                                             | Lạng Sơn                                 | Tần số phát sóng chính là 88,6 MHz, phát sóng từ 5h00–24h00 hàng ngày (bao gồm tiếp phát VOV3). Tần số 99,5 MHz tiếp phát nội dung của VOV2/VOV4.                                                                                              |
| Lạng Sơn    | Đài phát thanh TP. Lạng Sơn                                                                                      | 89,3                                                                                  | TP. Lạng Sơn                             | |
| Lạng Sơn    | Trạm phát sóng FM Mẫu Sơn                                                                                        | 91,5                                                                                  | VOV Giao thông                           | |
| Lạng Sơn    | Đài phát thanh huyện Cao Lộc                                                                                     | 92,0 (thị trấn Cao Lộc) 93,4 (xã Cao Lâu)                                             | Cao Lộc                                  | |
| Lạng Sơn    | Đài phát thanh huyện Văn Lãng                                                                                    | 93,0 (xã Thụy Hùng) 93,8 (xã Hội Hoan) 94,2 (xã Hoàng Văn Thụ) 95,5 (thị trấn Na Sầm) | Văn Lãng                                 | [ 26 ] [ 27 ] [ 28 ] |
| Lạng Sơn    | Đài phát thanh huyện Bình Gia                                                                                    | 93,1 (xã Thiện Thuật) 93,5 (xã Hồng Phong) 95,3 (thị trấn Bình Gia)                   | Bình Gia                                 | [ 29 ] [ 30 ] |
| Lạng Sơn    | Đài phát thanh huyện Chi Lăng                                                                                    | 93,2 (xã Hòa Bình) 93,7 (xã Chiến Thắng) 96,0 (thị trấn Chi Lăng)                     | Chi Lăng                                 | Phát sóng 17h00–17h30 thứ 2, 4, 6 và phát lại 6h30–7h00 thứ 3, 5, 7 hàng tuần |
| Lạng Sơn    | Đài phát thanh huyện Đình Lập                                                                                    | 93,3 (thị trấn Đình Lập) 93,5 (thị trấn Nông trường Thái Bình)                        | Đình Lập                                 | [ 31 ] [ 32 ] |
| Lạng Sơn    | Đài phát thanh huyện Bắc Sơn                                                                                     | 93,3 (xã Trấn Yên) 93,7 (xã Tân Hương) 94,5 (thị trấn Bắc Sơn)                        | Bắc Sơn                                  | [ 33 ] [ 34 ] |
| Lạng Sơn    | Trung tâm Văn hóa – Thể thao và Truyền thông huyện Hữu Lũng                                                      | 93,5 (xã Yên Bình) 93,9 (thị trấn Hữu Lũng) 94,2 (xã Yên Vượng)                       | Hữu Lũng                                 | Phát sóng từ 6h00–7h00, 17h00–19h00 thứ 2 đến thứ 7 và 6h00–8h00, 17h00–19h00 Chủ nhật |
| Lạng Sơn    | Đài phát thanh huyện Lộc Bình                                                                                    | 94,3 (xã Tam Gia) 96,7 (thị trấn Lộc Bình) 97,2 (xã Nam Quan)                         | Lộc Bình                                 | [ 37 ] [ 38 ] |
| Lạng Sơn    | Trạm phát sóng FM Mẫu Sơn                                                                                        | 101,0 → 95,0                                                                          | VOV1                                     | |
| Lạng Sơn    | Trạm phát sóng FM Mẫu Sơn                                                                                        | 92,5 95,0                                                                             | VOV1, VOV4 (Mẫu Sơn)                     | |
| Lạng Sơn    | Đài phát thanh huyện Văn Quan                                                                                    | 95,7                                                                                  | Văn Quan                                 | |
| Lạng Sơn    | Đài phát thanh huyện Tràng Định                                                                                  | 97,0                                                                                  | Tràng Định                               | |
| Lạng Sơn    | Trạm phát sóng FM Mẫu Sơn                                                                                        | 93,5 99,5                                                                             | VOV2, VOV4 (Mẫu Sơn)                     | |
| Lạng Sơn    | Trạm phát sóng FM Mẫu Sơn                                                                                        | 101,0                                                                                 | VOV3                                     | [ 39 ] |
| Lạng Sơn    | Trạm phát sóng FM Mẫu Sơn                                                                                        | 101,0                                                                                 | VOV1                                     | Mẫu Sơn |
| Lạng Sơn    | Trạm phát sóng FM Mẫu Sơn                                                                                        | 93,5                                                                                  | VOV2                                     | Mẫu Sơn |
| Lạng Sơn    | Trạm phát sóng FM Mẫu Sơn                                                                                        | 92,5                                                                                  | VOV3                                     | Mẫu Sơn |
| Tuyên Quang | Đài PT–TH Tuyên Quang                                                                                            | 88,0                                                                                  | VOV1, VOV4 (cũ)                          | [ 40 ] |
| Tuyên Quang | Đài PT–TH Tuyên Quang                                                                                            | 91,0                                                                                  | VOV Giao thông                           | |
| Tuyên Quang | Đài phát thanh TP. Tuyên Quang                                                                                   | 91,1 → 91,6                                                                           | TP. Tuyên Quang                          | |
| Tuyên Quang | Đài phát thanh huyện Chiêm Hóa và Lâm Bình                                                                       | 92,1                                                                                  | VOV3 (Chiêm Hóa) Lâm Bình                | |
| Tuyên Quang | Đài phát thanh huyện Yên Sơn                                                                                     | 92,6                                                                                  | Yên Sơn                                  | |
| Tuyên Quang | Đài phát thanh huyện Na Hang                                                                                     | 94,1                                                                                  | Na Hang                                  | |
| Tuyên Quang | Đài PT–TH Tuyên Quang                                                                                            | 95,6                                                                                  | Tuyên Quang                              | [ 41 ] |
| Tuyên Quang | Đài PT–TH Tuyên Quang                                                                                            | 96,5                                                                                  | VOV2                                     | |
| Tuyên Quang | Đài phát thanh huyện Na Hang                                                                                     | 97,6                                                                                  | VOV2                                     | |
| Tuyên Quang | Đài phát thanh huyện Hàm Yên                                                                                     | 97,6                                                                                  | Hàm Yên                                  | |
| Tuyên Quang | Đài phát thanh huyện Sơn Dương                                                                                   | 98,0 (thị trấn Sơn Dương) 102,0 (xã Tân Trào)                                         | Sơn Dương                                | |
| Tuyên Quang | Đài phát thanh huyện Chiêm Hóa                                                                                   | 99,6                                                                                  | Chiêm Hóa                                | |
| Tuyên Quang | Đài PT–TH Tuyên Quang                                                                                            | 100,0                                                                                 | VOV1                                     | |
| Tuyên Quang | Đài phát thanh huyện Chiêm Hóa                                                                                   | 100,1                                                                                 | Tuyên Quang                              | |
| Tuyên Quang | Đài PT–TH Tuyên Quang                                                                                            | 102,7                                                                                 | VOV3                                     | |
| Thái Nguyên | Đài phát thanh huyện Định Hóa                                                                                    | 92,3                                                                                  | Định Hóa                                 | |
| Thái Nguyên | Đài phát thanh TP. Thái Nguyên                                                                                   | 93,1                                                                                  | TP. Thái Nguyên                          | |
| Thái Nguyên | Đài phát thanh TP. Phổ Yên                                                                                       | 94,0 → 94,4                                                                           | Phổ Yên                                  | |
| Thái Nguyên | Đài phát thanh huyện Phú Lương                                                                                   | 95,8                                                                                  | Phú Lương                                | |
| Thái Nguyên | Đài phát thanh huyện Võ Nhai                                                                                     | 96,0                                                                                  | Võ Nhai                                  | |
| Thái Nguyên | Đài phát thanh huyện Đồng Hỷ                                                                                     | 97,3                                                                                  | Đồng Hỷ                                  | |
| Thái Nguyên | Đài phát thanh huyện Đại Từ                                                                                      | 96,0 → 97,6                                                                           | Đại Từ                                   | |
| Thái Nguyên | Đài phát thanh TP. Sông Công                                                                                     | 104,0 → 103,2                                                                         | Sông Công                                | Phát sóng 6h00–7h00, 17h00–19h00 hàng ngày |
| Thái Nguyên | Đài phát thanh huyện Phú Bình                                                                                    | 103,7                                                                                 | Phú Bình                                 | |
| Thái Nguyên | Đài PT–TH Thái Nguyên                                                                                            | 106,5                                                                                 | Thái Nguyên                              | Phát sóng 6h00–24h00 hàng ngày |
| Phú Thọ     | Đài phát thanh huyện Tân Sơn                                                                                     | 87,9                                                                                  | Tân Sơn                                  | Đài đã đăng ký tần số 88,7 MHz, tuy nhiên trên thực tế vẫn dùng tần số cũ |
| Phú Thọ     | Đài phát thanh huyện Hạ Hòa                                                                                      | 87,5 → 89,1                                                                           | Hạ Hòa                                   | |
| Phú Thọ     | Đài phát thanh huyện Đoan Hùng                                                                                   | 98,5 → 89,5                                                                           | Đoan Hùng                                | |
| Phú Thọ     | Đài phát thanh thị xã Phú Thọ                                                                                    | 89,9                                                                                  | TX. Phú Thọ                              | |
| Phú Thọ     | Đài phát thanh huyện Thanh Ba                                                                                    | 90,5                                                                                  | Thanh Ba                                 | |
| Phú Thọ     | Đài phát thanh huyện Thanh Sơn                                                                                   | 91,4                                                                                  | Thanh Sơn                                | |
| Phú Thọ     | Đài phát thanh huyện Cẩm Khê                                                                                     | 91,5                                                                                  | Cẩm Khê                                  | |
| Phú Thọ     | Đài phát thanh TP. Việt Trì                                                                                      | 93,5                                                                                  | Việt Trì                                 | |
| Phú Thọ     | Đài phát thanh huyện Tam Nông                                                                                    | 94,5 → 95,2                                                                           | Tam Nông                                 | |
| Phú Thọ     | Đài phát thanh huyện Phù Ninh                                                                                    | 95,9                                                                                  | Phù Ninh                                 | |
| Phú Thọ     | Đài phát thanh huyện Thanh Thủy                                                                                  | 97,0 → 97,2                                                                           | Thanh Thủy                               | Phát sóng chính từ 17h30–18h00 từ thứ 2 đến thứ 6 hàng tuần, phát lại 5h30–6h00 ngày tiếp theo |
| Phú Thọ     | Đài phát thanh huyện Lâm Thao                                                                                    | 98,2                                                                                  | Lâm Thao                                 | Phát sóng chính từ 16h30–17h00 từ thứ 2 đến thứ 6 hàng tuần, phát lại 5h30–6h00 ngày tiếp theo |
| Phú Thọ     | Đài phát thanh huyện Yên Lập                                                                                     | 94,0 → 104,7                                                                          | Yên Lập                                  | Thay đổi tần số để tránh can nhiễu với trạm phát sóng VOV1 (Hòa Bình) |
| Phú Thọ     | Đài PT–TH Phú Thọ                                                                                                | 106,0                                                                                 | Phú Thọ                                  | Phát sóng 5h00–7h00, 11h00–14h30, 17h00–19h55 hàng ngày. Giữa các buổi đài tiếp âm VOV1. |
| Bắc Giang   | Đài phát thanh huyện Lạng Giang                                                                                  | 87,5 → 88,2                                                                           | Lạng Giang                               | [ 45 ] |
| Bắc Giang   | Đài phát thanh huyện Sơn Động                                                                                    | 88,5 (thị trấn An Châu) 95,2 (xã Cẩm Đàn) 95,4 (xã Long Sơn)                          | Sơn Động                                 | Phát sóng từ thứ 2 đến thứ 6 hàng tuần. Trạm phát sóng chính (88,5 MHz) phát sóng chính từ 16h30–17h00, phát lại 6h30–7h00 và 11h30–12h00 ngày tiếp theo. Các trạm phát phụ phát sóng chính từ 17h00–17h30, phát lại 6h30–7h00 ngày tiếp theo. |
| Bắc Giang   | Đài phát thanh huyện Hiệp Hòa                                                                                    | 89,2                                                                                  | Hiệp Hòa                                 | |
| Bắc Giang   | Đài phát thanh huyện Yên Dũng                                                                                    | 90,4                                                                                  | Yên Dũng                                 | |
| Bắc Giang   | Đài phát thanh huyện Lục Ngạn                                                                                    | 91,8                                                                                  | Lục Ngạn                                 | |
| Bắc Giang   | Đài phát thanh huyện Tân Yên                                                                                     | 92,3                                                                                  | Tân Yên                                  | |
| Bắc Giang   | Đài phát thanh huyện Lục Nam                                                                                     | 93,3                                                                                  | Lục Nam                                  | |
| Bắc Giang   | Đài phát thanh TX. Việt Yên                                                                                      | 95,5                                                                                  | Việt Yên                                 | |
| Bắc Giang   | Đài phát thanh huyện Yên Thế                                                                                     | 95,6                                                                                  | Yên Thế                                  | |
| Bắc Giang   | Đài phát thanh TP. Bắc Giang                                                                                     | 96,0                                                                                  | TP. Bắc Giang                            | |
| Bắc Giang   | Đài PT–TH Bắc Giang                                                                                              | 98,4                                                                                  | Bắc Giang                                | Phát sóng 5h30–8h30, 10h30–13h00, 16h30–22h45 hàng ngày |
| Quảng Ninh  | Đài phát thanh TX. Đông Triều                                                                                    | 88,3                                                                                  | Đông Triều                               | |
| Quảng Ninh  | Đài phát thanh huyện Hải Hà                                                                                      | 89,0                                                                                  | Quảng Ninh 1 (Hải Hà)                    | |
| Quảng Ninh  | Đài phát thanh huyện Cô Tô                                                                                       | 89,2                                                                                  | Cô Tô                                    | |
| Quảng Ninh  | Đài phát thanh huyện Tiên Yên                                                                                    | 89,5 (thị trấn Tiên Yên) 97,3 (xã Tiên Lãng)                                          | Tiên Yên                                 | |
| Quảng Ninh  | Đài phát thanh TP. Hạ Long                                                                                       | 91,4 → 89,7 95,7                                                                      | Hạ Long                                  | [ 47 ] |
| Quảng Ninh  | Đài phát thanh huyện Bình Liêu                                                                                   | 89,8                                                                                  | Bình Liêu                                | |
| Quảng Ninh  | Đài phát thanh huyện Hải Hà                                                                                      | 89,9                                                                                  | Hải Hà                                   | |
| Quảng Ninh  | Đài phát thanh huyện Vân Đồn                                                                                     | 91,7 → 90,3                                                                           | Vân Đồn                                  | [ 48 ] |
| Quảng Ninh  | Đài phát thanh TP. Móng Cái                                                                                      | 91,0                                                                                  | VOVGT                                    | Móng Cái |
| Quảng Ninh  | Đài phát thanh huyện Đầm Hà                                                                                      | 91,0                                                                                  | Đầm Hà/Quảng Ninh 1                      | |
| Quảng Ninh  | Trạm phát sóng đồi cột 5                                                                                         | 91,5                                                                                  | VOV Giao thông (cũ)                      | |
| Quảng Ninh  | Đài phát thanh TP. Móng Cái                                                                                      | 92,0                                                                                  | Móng Cái                                 | |
| Quảng Ninh  | Đài phát thanh huyện Ba Chẽ                                                                                      | 92,0 96,7                                                                             | Ba Chẽ                                   | |
| Quảng Ninh  | Đài phát thanh TX. Quảng Yên                                                                                     | 92,1                                                                                  | Quảng Yên                                | |
| Quảng Ninh  | Trạm phát sóng FM Than Cọc Sáu                                                                                   | 92,5                                                                                  | Quảng Ninh 1 (Than Cọc Sáu)              | |
| Quảng Ninh  | Trạm phát sóng đồi cột 5                                                                                         | 93,0                                                                                  | VOV5 (cũ)                                | Hạ Long |
| Quảng Ninh  | Đài phát thanh huyện Bình Liêu Trạm phát sóng đồi cột 5                                                          | 94,0                                                                                  | Bình Liêu VOV1 VOVGT                     | |
| Quảng Ninh  | Trạm phát sóng đồi cột 5                                                                                         | 94,0                                                                                  | VOV1                                     | cũ |
| Quảng Ninh  | Trạm phát sóng đồi cột 5                                                                                         | 94,0                                                                                  | VOV3 cũ                                  | TP. Hạ Long |
| Quảng Ninh  | Đài phát thanh TP. Móng Cái                                                                                      | 103,5 → 95,0                                                                          | VOV1                                     | Móng Cái cũ |
| Quảng Ninh  | Đài phát thanh TP. Móng Cái                                                                                      | 95,0                                                                                  | Móng Cái                                 | |
| Quảng Ninh  | Đài phát thanh huyện Hoành Bồ (cũ)                                                                               | 95,1                                                                                  | Hoành Bồ (cũ)                            | Huyện đã sáp nhập vào thành phố Hạ Long |
| Quảng Ninh  | Đài phát thanh huyện Hải Hà                                                                                      | 96,0                                                                                  | Hải Hà                                   | |
| Quảng Ninh  | Trạm phát sóng đồi cột 5                                                                                         | 93,0 96,5                                                                             | VOV2, VOV4                               | |
| Quảng Ninh  | Đài PT–TH Quảng Ninh (thuộc Cơ quan chủ quản: Trung tâm Truyền thông tỉnh Quảng Ninh) – Trạm phát sóng đồi cột 5 | 97,8                                                                                  | Quảng Ninh 1                             | Phát sóng 5h30–24h00 hàng ngày |
| Quảng Ninh  | Đài phát thanh TP. Cẩm Phả                                                                                       | 99,0                                                                                  | Cẩm Phả                                  | |
| Quảng Ninh  | Trạm phát sóng đồi cột 5                                                                                         | 99,5                                                                                  | VOV1 (cũ)                                | [ 10 ] |
| Quảng Ninh  | Trạm phát sóng đồi cột 5                                                                                         | 99,8                                                                                  | Quảng Ninh 1                             | |
| Quảng Ninh  | Đài phát thanh TP. Uông Bí                                                                                       | 99,8                                                                                  | Uông Bí                                  | |
| Quảng Ninh  | Trạm phát sóng đồi cột 5                                                                                         | 100,0                                                                                 | VOV1                                     | Vân Đồn & Hạ Long |
| Quảng Ninh  | Trung tâm Truyền thông tỉnh Quảng Ninh                                                                           | 100,7                                                                                 | Quảng Ninh 1 (Móng Cái)                  | |
| Quảng Ninh  | Đài phát thanh TP. Móng Cái Trạm phát sóng đồi cột 5                                                             | 100,5 → 101,5                                                                         | VOV3                                     | |
| Quảng Ninh  | Đài phát thanh TP. Móng Cái                                                                                      | 101,5 → 103,5                                                                         | VOV2                                     | Móng Cái cũ |
| Quảng Ninh  | Trạm phát sóng đồi cột 5                                                                                         | 104,0                                                                                 | VOV Tiếng Anh 24/7 VOV3 (cũ)             | |
| Quảng Ninh  | Đài phát thanh huyện Đầm Hà                                                                                      | 105,1 → 104,9                                                                         | Đầm Hà                                   | |
| Quảng Ninh  | Trạm phát sóng đồi cột 5                                                                                         | 105,0 105,7                                                                           | VOV5                                     | |

## Đồng bằng Sông Hồng
| Tỉnh thành | Trạm phát                            | Kênh tần số FM (MHz) | Tên kênh                                 | Chú thích |
| ---------- | ------------------------------------ | -------------------- | ---------------------------------------- | --- |
| Vĩnh Phúc  | Đài phát thanh TP. Phúc Yên          | 88,1                 | Phúc Yên                                 | |
| Vĩnh Phúc  | Đài phát thanh huyện Tam Dương       | 88,4                 | Tam Dương                                | |
| Vĩnh Phúc  | Đài phát thanh huyện Vĩnh Tường      | 90,7                 | Vĩnh Tường                               | Hiện tại đài rất hạn chế sử dụng máy phát FM. Phát sóng 6h30–6h45 và 16h30–16h45 từ thứ 2 đến thứ 7 hàng tuần. |
| Vĩnh Phúc  | Trạm phát sóng Tam Đảo               | 91,0                 | VOV Giao thông Hà Nội                    | Phát sóng 24/24 |
| Vĩnh Phúc  | Đài phát thanh huyện Bình Xuyên      | 93,0                 | Bình Xuyên                               | |
| Vĩnh Phúc  | Đài phát thanh TP. Vĩnh Yên          | 95,0                 | Vĩnh Yên                                 | Phát sóng 6h00–6h40, 17h00–17h40 từ thứ 2 đến thứ 6 hàng tuần |
| Vĩnh Phúc  | Đài phát thanh huyện Yên Lạc         | 95,4                 | Yên Lạc                                  | Phát sóng 6h00–6h30, 17h00–17h30 từ thứ 2 đến thứ 6 hàng tuần |
| Vĩnh Phúc  | Trạm phát sóng Tam Đảo               | 96,5                 | VOV2                                     | Phát sóng 4h45–24h00 hàng ngày |
| Vĩnh Phúc  | Đài phát thanh huyện Lập Thạch       | 97,8                 | Lập Thạch                                | Phát sóng 7h00–7h30, 16h30–17h00 từ thứ 2 đến thứ 7 hàng tuần |
| Vĩnh Phúc  | Đài phát thanh huyện Tam Đảo         | 98,4                 | Tam Đảo                                  | |
| Vĩnh Phúc  | Trạm phát sóng Tam Đảo               | 102,5 → 100,0        | VOV1                                     | Phát sóng 4h45–24h00 hàng ngày |
| Vĩnh Phúc  | Đài PT–TH Vĩnh Phúc                  | 100,7                | Vĩnh Phúc                                | Phát sóng 6h00–7h00, 11h00–12h00, 17h00–18h00 hàng ngày |
| Vĩnh Phúc  | Trạm phát sóng Tam Đảo               | 89,0 → 102,7         | VOV3                                     | Phát sóng 24/24 |
| Vĩnh Phúc  | Đài phát thanh huyện Sông Lô         | 104,6                | Sông Lô                                  | |
| Hà Nội     | Đài phát thanh huyện Hoài Đức        | 88,5                 | Hoài Đức                                 | Phát sóng 2 buổi từ thứ 2 đến thứ 6 hàng tuần. Buổi sáng: 5h30–6h00 chương trình của đài, 6h00–6h30 tiếp âm VOV1. Buổi chiều: Phát sóng từ 16h55–17h25. |
| Hà Nội     | Đài phát thanh quốc gia Mễ Trì       | 89,0                 | VOV Sức khỏe                             | Từ ngày 1/4/2023, kênh VOV Sức khỏe chính thức dừng phát sóng. |
| Hà Nội     | Đài PT–TH Hà Nội                     | 90,0                 | Hà Nội                                   | Phát sóng 5h00–23h00 hàng ngày. Từ ngày 6/6/2022, kênh FM90 định hướng là kênh Tin tức và Giao thông Hà Nội. |
| Hà Nội     | Đài phát thanh quốc gia Mễ Trì       | 91,0                 | VOV Giao thông Hà Nội                    | Phát sóng 24/24h. Trước đây tần số được dùng để phát VOV5. |
| Hà Nội     | Đài phát thanh huyện Gia Lâm         | 91,5                 | Gia Lâm                                  | Phát sóng 6h30–7h00, 17h30–18h00 hàng ngày |
| Hà Nội     | Đài phát thanh huyện Từ Liêm (cũ)    | 91,8                 | Từ Liêm (cũ)                             | Huyện đã được tách thành 2 quận Bắc Từ Liêm và Nam Từ Liêm |
| Hà Nội     | Đài phát thanh quốc gia Mễ Trì       | 92,0 (cũ)            | VOV4                                     | |
| Hà Nội     | Đài phát thanh huyện Phúc Thọ        | 92,4                 | Phúc Thọ                                 | |
| Hà Nội     | Đài phát thanh TX. Sơn Tây           | 93,6                 | Sơn Tây                                  | |
| Hà Nội     | Đài phát thanh huyện Sóc Sơn         | 93,8                 | Sóc Sơn                                  | |
| Hà Nội     | Đài phát thanh huyện Ứng Hòa         | 92,0 → 94,1          | Ứng Hòa                                  | Hiện tại đài không sử dụng máy phát FM |
| Hà Nội     | Đài phát thanh huyện Thanh Trì       | 94,3                 | Thanh Trì                                | Phát sóng 6h30–7h00, 16h30–17h00 từ thứ 2 đến thứ 6 hàng tuần (từ giữa 4/2023). Trước thời điểm này, đài phát sóng hàng ngày. |
| Hà Nội     | Đài phát thanh huyện Ba Vì           | 94,6                 | Ba Vì                                    | |
| Hà Nội     | Đài phát thanh huyện Thạch Thất      | 95,1                 | Thạch Thất                               | Phát sóng 5h30–6h30, 11h30–12h00, 17h00–19h00 hàng ngày |
| Hà Nội     | Đài phát thanh huyện Phú Xuyên       | 95,8 → 95,5          | Phú Xuyên                                | Phát sóng 5h30–6h30, 11h00–11h30, 17h30–18h00 từ thứ 2 đến thứ 6 hàng tuần |
| Hà Nội     | Đài PT–TH Hà Nội (cơ sở Hà Đông)     | 96,0                 | Hà Nội (Hà Tây cũ)                       | Phát sóng 5h00–23h00 hàng ngày. Từ ngày 1/1/2024, kênh FM96 được nhận diện là kênh Tin tức và Âm nhạc. Đồng thời, kênh FM96 chính thức phát sóng khung chương trình Thời sự (5h30, 11h30, 18h), các bản tin 5 phút (8h (từ 1/11/2024 chính thức bỏ khung giờ tin nhanh buổi sáng), 11h, 16h), bản tin 15 phút (9h, 15h, 21h), cùng phần còn lại là các nội dung chuyên đề & các chương trình âm nhạc của FM96. Từ ngày 1/11/2024, chương trình Thời sự 5h30 của FM96 chính thức chuyển sang phát sóng lúc 6h30 từ thứ 2 đến thứ 7 và được đổi tên thành chương trình Chào ngày mới, và từ ngày 3/11/2024, chương trình Chuông nhạc Chủ Nhật chính thức ra mắt thính giả lúc 6h30 chủ nhật hàng tuần, riêng khung chương trình thời sự vẫn giữ nguyên 2 khung giờ: 11h30 & 18h hằng ngày. |
| Hà Nội     | Sóng từ Tam Đảo                      | 96,5                 | VOV2                                     | Phát sóng từ 4h45–24h00 (19h15/24h) |
| Hà Nội     | Đài phát thanh huyện Mỹ Đức          | 96,7                 | Mỹ Đức                                   | Phát sóng 5h30–6h00, 11h00–11h30, 17h30–18h00 từ thứ 2 đến thứ 7 hàng tuần |
| Hà Nội     | Đài phát thanh huyện Chương Mỹ       | 98,0                 | Chương Mỹ                                | |
| Hà Nội     | Đài phát thanh huyện Đan Phượng      | 98,2                 | Đan Phượng                               | Phát sóng 6h00–6h15, 17h00–17h30 từ thứ 2 đến thứ 6 hàng tuần |
| Hà Nội     | Đài PT–TH Hà Nội(hợp tác với VTVcab) | 98,9                 | JOYFM                                    | Kênh phát sóng thử nghiệm từ ngày 18/9/2012 & được phát sóng chính thức từ ngày 10/1/2013 với thời lượng 18/24h, kênh do Công ty Cổ phần Truyền hình HiTV & Đài PT-TH Hà Nội sản xuất Từ ngày 1/7/2015 đến 31/3/2022, kênh do STV Media và Đài PT-TH Hà Nội hợp tác sản xuất. Từ ngày 1/4/2022 đến ngày 22/8/2022 là kênh JOYFM được đổi tên thành ON 365FM (kênh Thông tin – Tương tác – Giải trí). Kênh do VTVcab và Đài PT-TH Hà Nội hợp tác sản xuất, trở thành kênh phát thanh thuộc thành viên hệ sinh thái nội dung số của VTVcab. Kênh đã tạm ngừng phát sóng từ ngày 23/8/2022 đến ngày 23/4/2023. Kênh thử nghiệm máy phát trở lại từ ngày 24/4/2023. Từ ngày 5/5/2023, kênh chính thức tái ra mắt trở lại với tên gọi cũ là JOYFM với định hướng là kênh phát thanh chuyên biệt về Sức khỏe & Giải trí, kênh vẫn do VTVcab & Đài PT-TH Hà Nội hợp tác sản xuất – thuộc thành viên hệ sinh thái nội dung số của VTVcab, được phát sóng liên tục 24/24h. Từ ngày 8/6/2023, kênh JOYFM đã có mặt trên hệ thống truyền hình số của VTVcab toàn quốc tại vị trí kênh 68. Từ ngày 1/4/2025, kênh JOYFM dừng phát sóng. |
| Hà Nội     | Đài phát thanh huyện Đông Anh        | 96,6 → 99,4          | Đông Anh                                 | |
| Hà Nội     | Sóng từ Tam Đảo                      | 100,0                | VOV1                                     | Phát sóng từ 4h45–24h00 (19h15/24h) |
| Hà Nội     | Đài phát thanh quốc gia Mễ Trì       | 101,0                | VOV1                                     | |
| Hà Nội     | Đài phát thanh quận Hà Đông          | 106,4 → 101,4        | Hà Đông                                  | [ 61 ] |
| Hà Nội     | Đài phát thanh huyện Quốc Oai        | 102,0                | Quốc Oai                                 | Phát sóng 6h30–7h00, 17h00–17h30 từ thứ 2 đến thứ 7 hàng tuần |
| Hà Nội     | Sóng từ Tam Đảo                      | 102,7                | VOV3                                     | Phát sóng 24/24h. Từ ngày 15/4/2023, VOV3 thay đổi khung chương trình mới, phát sóng toàn thời gian các chương trình âm nhạc do Ban Âm nhạc VOV3 sản xuất. |
| Hà Nội     | Đài phát thanh huyện Thanh Oai       | 103,7 → 103,1        | Thanh Oai                                | |
| Hà Nội     | Đài phát thanh huyện Mê Linh         | 103,5 → 103,6        | Mê Linh                                  | Phát sóng 6h00–6h30, 17h30–18h00 từ thứ 2 đến thứ 6 hàng tuần |
| Hà Nội     | Đài phát thanh quốc gia Mễ Trì       | 104,0                | VOV Tiếng Anh 24/7                       | |
| Hà Nội     | Đài phát thanh huyện Thường Tín      | 67,13 → 104,9        | Thường Tín                               | [ 63 ] |
| Hà Nội     | Đài phát thanh quốc gia Mễ Trì       | 105,5                | VOV5                                     | |
| Bắc Ninh   | Đài phát thanh huyện Tiên Du         | 89,0 → 88,3          | Tiên Du                                  | Phát sóng 6h30–7h00, 17h00–17h30 từ thứ 2 đến thứ 7 hàng tuần |
| Bắc Ninh   | Đài PT–TH Bắc Ninh                   | 92,1                 | Bắc Ninh                                 | Phát sóng 5h30–22h00 hàng ngày |
| Bắc Ninh   | Đài phát thanh TX. Thuận Thành       | 93,9                 | Thuận Thành                              | Phát sóng 6h30–7h00, 18h30–19h00 hàng ngày |
| Bắc Ninh   | Đài phát thanh TX. Quế Võ            | 94,8                 | Quế Võ                                   | |
| Bắc Ninh   | Đài phát thanh huyện Lương Tài       | 97,5                 | Lương Tài                                | |
| Bắc Ninh   | Đài phát thanh huyện Yên Phong       | 101,3                | Yên Phong                                | Hiện tại đài chỉ phát trên hệ thống loa truyền thanh của huyện, đang tạm ngừng trên sóng FM |
| Bắc Ninh   | Đài phát thanh TP. Từ Sơn            | 103,7                | Từ Sơn                                   | |
| Bắc Ninh   | Đài phát thanh huyện Gia Bình        | 106,2                | Gia Bình                                 | Đài đã đăng ký tần số 97,2 MHz, tuy nhiên trên thực tế vẫn dùng tần số cũ |
| Bắc Ninh   | Đài phát thanh TP. Bắc Ninh          | 107,0                | TP. Bắc Ninh                             | Đài đã đăng ký tần số 104,8 MHz, tuy nhiên trên thực tế vẫn dùng tần số cũ. Phát sóng 6h30–7h00, 17h00–17h30 hàng ngày. |
| Hải Dương  | Đài phát thanh huyện Tứ Kỳ           | 89,6                 | Tứ Kỳ                                    | |
| Hải Dương  | Đài phát thanh huyện Nam Sách        | 90,2                 | Nam Sách                                 | |
| Hải Dương  | Đài phát thanh huyện Ninh Giang      | 92,3 → 91,9          | Ninh Giang                               | |
| Hải Dương  | Đài phát thanh TP. Chí Linh          | 93,1                 | Chí Linh                                 | |
| Hải Dương  | Đài phát thanh TP. Hải Dương         | 93,4                 | TP. Hải Dương                            | |
| Hải Dương  | Đài phát thanh huyện Kim Thành       | 98,5 → 94,2          | Kim Thành                                | Phát sóng 5h30–6h00, 17h30–18h00 hàng ngày |
| Hải Dương  | Đài phát thanh huyện Thanh Hà        | 95,4                 | Thanh Hà                                 | |
| Hải Dương  | Đài phát thanh huyện Thanh Miện      | 96,8                 | Thanh Miện                               | |
| Hải Dương  | Đài phát thanh huyện Gia Lộc         | 97,8                 | Gia Lộc                                  | |
| Hải Dương  | Đài phát thanh huyện Cẩm Giàng       | 99,0                 | Cẩm Giàng                                | |
| Hải Dương  | Đài phát thanh huyện Bình Giang      | 101,2                | Bình Giang                               | |
| Hải Dương  | Đài phát thanh TX. Kinh Môn          | 101,5                | Kinh Môn                                 | |
| Hải Dương  | Đài PT–TH Hải Dương                  | 104,5                | Hải Dương                                | Phát sóng 6h00–18h00 hàng ngày |
| Hưng Yên   | Đài phát thanh TX. Mỹ Hào            | 88,6                 | Mỹ Hào                                   | |
| Hưng Yên   | Đài phát thanh TP. Hưng Yên          | 89,5                 | TP. Hưng Yên                             | |
| Hưng Yên   | Đài phát thanh huyện Tiên Lữ         | 90,6                 | Tiên Lữ                                  | |
| Hưng Yên   | Đài phát thanh huyện Ân Thi          | 91,3                 | Ân Thi                                   | Phát sóng 5h30–7h00, 17h00–18h00 từ thứ 2 đến thứ 6 hàng tuần |
| Hưng Yên   | Đài phát thanh huyện Phù Cừ          | 91,4                 | Phù Cừ                                   | |
| Hưng Yên   | Đài PT–TH Hưng Yên                   | 92,7                 | Hưng Yên                                 | Phát sóng 24/24h từ 5/4/2023–31/7/2023 (từ 1/10/2021–4/4/2023, đài tiếp âm VOV3 từ 0h00 đến 4h45). Tiếp âm chương trình thời sự VOV1 từ 6h00–6h30, 12h00–13h00, 18h00–19h00. Từ ngày 1/8/2023, đài phát từ 5h30–24h hàng ngày. |
| Hưng Yên   | Đài phát thanh huyện Yên Mỹ          | 95,3                 | Yên Mỹ                                   | Phát sóng 5h30–7h00, 11h30–12h00, 17h00–18h45 hàng ngày |
| Hưng Yên   | Đài phát thanh huyện Khoái Châu      | 100,5                | Khoái Châu                               | |
| Hưng Yên   | Đài phát thanh huyện Văn Lâm         | 93,8 → 101,7         | Văn Lâm                                  | [ 67 ] |
| Hưng Yên   | Đài phát thanh huyện Kim Động        | 103,0                | Kim Động                                 | |
| Hưng Yên   | Đài phát thanh huyện Văn Giang       | 103,3                | Văn Giang                                | |
| Hải Phòng  | Đài phát thanh huyện Bạch Long Vĩ    | 88,4                 | Bạch Long Vĩ                             | |
| Hải Phòng  | Đài phát thanh huyện Thủy Nguyên     | 88,5                 | Thủy Nguyên                              | |
| Hải Phòng  | Đài phát thanh huyện An Dương        | 89,8                 | An Dương                                 | |
| Hải Phòng  | Đồi Thiên Văn                        | 90,5                 | VOV5                                     | [ 10 ] |
| Hải Phòng  | Đài phát thanh huyện Cát Hải         | 90,6                 | Cát Hải                                  | |
| Hải Phòng  | Đài phát thanh huyện An Lão          | 92,8                 | An Lão                                   | |
| Hải Phòng  | Đài phát thanh quận Kiến An          | 93,3                 | Kiến An                                  | |
| Hải Phòng  | Đài PT–TH Hải Phòng                  | 93,7                 | Hải Phòng 1 (Kênh phát thanh Tổng hợp)   | Phát sóng 5h15–23h30 hàng ngày |
| Hải Phòng  | Đài phát thanh huyện Kiến Thụy       | 94,3                 | Kiến Thụy                                | |
| Hải Phòng  | Trạm phát sóng Cát Bà                | 95,0                 | VOV1                                     | |
| Hải Phòng  | Đài phát thanh huyện Vĩnh Bảo        | 87,9 → 97,4          | Vĩnh Bảo                                 | [ 68 ] |
| Hải Phòng  | Đài phát thanh quận Hải An           | 99,2                 | Hải An                                   | |
| Hải Phòng  | Đài PT–TH Hải Phòng                  | 102,2                | Hải Phòng 2 (Kênh phát thanh Giao thông) | Phát sóng 5h45–20h00 hàng ngày |
| Hải Phòng  | Đài phát thanh huyện Tiên Lãng       | 103,0                | Tiên Lãng                                | |
| Hải Phòng  | Đài phát thanh quận Đồ Sơn           | 105,0                | Đồ Sơn                                   | |
| Hà Nam     | Đài phát thanh huyện Lý Nhân         | 88,6                 | Lý Nhân                                  | |
| Hà Nam     | Đài phát thanh huyện Kim Bảng        | 90,2                 | Kim Bảng                                 | |
| Hà Nam     | Đài phát thanh huyện Thanh Liêm      | 91,8                 | Thanh Liêm                               | |
| Hà Nam     | Đài phát thanh huyện Bình Lục        | 92,2                 | Bình Lục                                 | [ 69 ] |
| Hà Nam     | Đài PT–TH Hà Nam                     | 93,3                 | Hà Nam                                   | Phát sóng 5h00–19h00 hàng ngày |
| Hà Nam     | Đài phát thanh TP. Phủ Lý            | 92,0 → 94,6          | Phủ Lý                                   | |
| Hà Nam     | Đài phát thanh TX. Duy Tiên          | 97,8 → 97,6          | Duy Tiên                                 | |
| Nam Định   | Đài phát thanh huyện Nghĩa Hưng      | 92,4 → 88,4          | Nghĩa Hưng                               | |
| Nam Định   | Đài phát thanh huyện Ý Yên           | 90,6                 | Ý Yên                                    | |
| Nam Định   | Đài phát thanh huyện Hải Hậu         | 92,8                 | Hải Hậu                                  | [ 70 ] |
| Nam Định   | Đài phát thanh huyện Vụ Bản          | 94,2                 | Vụ Bản                                   | |
| Nam Định   | Đài phát thanh huyện Xuân Trường     | 94,5                 | Xuân Trường                              | |
| Nam Định   | Đài phát thanh huyện Trực Ninh       | 94,8                 | Trực Ninh                                | |
| Nam Định   | Đài PT–TH Nam Định                   | 95,1                 | Nam Định                                 | [ 71 ] |
| Nam Định   | Đài phát thanh TP. Nam Định          | 96,3                 | TP. Nam Định                             | |
| Nam Định   | Đài phát thanh huyện Nam Trực        | 97,5                 | Nam Trực                                 | |
| Nam Định   | Đài phát thanh huyện Mỹ Lộc          | 98,2                 | Mỹ Lộc                                   | Phát sóng 4h45–6h30, 11h00–12h00, 17h00–19h00 hàng ngày |
| Nam Định   | Đài phát thanh huyện Giao Thủy       | 100,4                | Giao Thủy                                | |
| Thái Bình  | Đài phát thanh huyện Vũ Thư          | 88,4                 | Vũ Thư                                   | |
| Thái Bình  | Đài phát thanh TP. Thái Bình         | 88,8                 | TP. Thái Bình                            | |
| Thái Bình  | Đài phát thanh huyện Quỳnh Phụ       | 89,3                 | Quỳnh Phụ                                | |
| Thái Bình  | Đài phát thanh huyện Hưng Hà         | 93,0                 | Hưng Hà                                  | |
| Thái Bình  | Đài PT–TH Thái Bình                  | 97,0                 | Thái Bình                                | [ 72 ] |
| Thái Bình  | Đài phát thanh huyện Thái Thụy       | 97,7                 | Thái Thụy                                | |
| Thái Bình  | Đài phát thanh huyện Đông Hưng       | 91,7 → 102,4         | Đông Hưng                                | |
| Thái Bình  | Đài phát thanh huyện Tiền Hải        | 103,2                | Tiền Hải                                 | |
| Thái Bình  | Đài phát thanh huyện Kiến Xương      | 104,2                | Kiến Xương                               | |
| Ninh Bình  | Đài phát thanh huyện Yên Khánh       | 88,1                 | Yên Khánh                                | |
| Ninh Bình  | Đài phát thanh huyện Kim Sơn         | 93,2                 | Kim Sơn                                  | |
| Ninh Bình  | Đài phát thanh huyện Nho Quan        | 97,1 → 94,4          | Nho Quan                                 | [ 73 ] |
| Ninh Bình  | Đài phát thanh huyện Hoa Lư          | 95,7                 | Hoa Lư                                   | Phát sóng 5h00–7h00, 10h30–12h00, 16h00–19h00 hàng ngày |
| Ninh Bình  | Đài phát thanh huyện Gia Viễn        | 96,2                 | Gia Viễn                                 | |
| Ninh Bình  | Đài PT–TH Ninh Bình                  | 98,1                 | Ninh Bình                                | Phát sóng 4h45–19h00 hàng ngày |
| Ninh Bình  | Đài phát thanh huyện Yên Mô          | 99,3                 | Yên Mô                                   | |
| Ninh Bình  | Đài phát thanh TP. Tam Điệp          | 100,2                | TP. Tam Điệp                             | |
| Ninh Bình  | Đài phát thanh TP. Ninh Bình         | 105,8 → 104,7        | TP. Ninh Bình                            | Phát sóng 5h00–7h00, 10h30–12h00, 16h30–19h00 hàng ngày |

## Bắc Trung Bộ
| Tỉnh thành     | Trạm phát                                               | Kênh tần số FM (MHz)                                                               | Tên kênh                                 | Chú thích |
| -------------- | ------------------------------------------------------- | ---------------------------------------------------------------------------------- | ---------------------------------------- | --- |
| Thanh Hóa      | Đài phát thanh huyện Cẩm Thủy                           | 88,2 (thị trấn Cẩm Thủy) 90,9 (xã Cẩm Thạch) 92,8 (xã Cẩm Tân)                     | Cẩm Thủy                                 | |
| Thanh Hóa      | Đài phát thanh huyện Yên Định                           | 88,6                                                                               | Yên Định                                 | |
| Thanh Hóa      | Đài phát thanh huyện Như Xuân                           | 89,0 (thị trấn Yên Cát) 94,5 (xã Thanh Phong) 98,3 (xã Xuân Bình)                  | Như Xuân                                 | |
| Thanh Hóa      | Đài phát thanh huyện Bá Thước                           | 89,3 (xã Điền Lư) 94,5 (xã Cổ Lũng) 97,7 (xã Thiết Ống) 102,4 (thị trấn Cành Nàng) | Bá Thước                                 | |
| Thanh Hóa      | Đài phát thanh huyện Mường Lát                          | 89,6                                                                               | Mường Lát                                | |
| Thanh Hóa      | Đài phát thanh huyện Hoằng Hóa                          | 90,3                                                                               | Hoằng Hóa                                | |
| Thanh Hóa      | Đài phát thanh huyện Hà Trung                           | 90,8                                                                               | Hà Trung                                 | Phát sóng 5h30–6h00, 17h30–18h00 từ thứ 2 đến thứ 6 hàng tuần |
| Thanh Hóa      | Đài phát thanh huyện Quan Sơn                           | 91,4                                                                               | Quan Sơn                                 | |
| Thanh Hóa      | Đài phát thanh huyện Lang Chánh                         | 91,5                                                                               | Lang Chánh                               | |
| Thanh Hóa      | Trạm phát sóng Đồi Quyết Thắng                          | 91,5                                                                               | VOV Giao thông                           | cũ |
| Thanh Hóa      | Trạm phát sóng FM Đồi Quyết Thắng - Đài PT–TH Thanh Hóa | 92,3                                                                               | Thanh Hóa                                | Phát sóng 5h00–21h20 hàng ngày |
| Thanh Hóa      | Đài phát thanh huyện Đông Sơn                           | 92,6                                                                               | Đông Sơn                                 | |
| Thanh Hóa      | Đài phát thanh TP. Thanh Hóa                            | 94,2 → 93,1                                                                        | TP. Thanh Hóa                            | |
| Thanh Hóa      | Đài phát thanh TX. Bỉm Sơn                              | 93,6                                                                               | Bỉm Sơn                                  | |
| Thanh Hóa      | Trạm phát sóng đồi Quyết Thắng                          | 89,5 → 105,1 → 94,0                                                                | VOV1                                     | |
| Thanh Hóa      | Đài phát thanh huyện Hậu Lộc                            | 92,0 → 94,6                                                                        | Hậu Lộc                                  | |
| Thanh Hóa      | Trạm phát sóng FM Bá Thước                              | 94,9 (cũ)                                                                          | VOV3                                     | [ 10 ] |
| Thanh Hóa      | Đài phát thanh huyện Quảng Xương                        | 95,4                                                                               | Quảng Xương                              | |
| Thanh Hóa      | Đài phát thanh huyện Thiệu Hóa                          | 95,5                                                                               | Thiệu Hóa                                | |
| Thanh Hóa      | Đài phát thanh huyện Quan Hóa                           | 95,8 (thị trấn Hồi Xuân) 97,0 (xã Nam Tiến)                                        | Quan Hóa                                 | [ 78 ] |
| Thanh Hóa      | Đài phát thanh huyện Thạch Thành                        | 95,8                                                                               | Thạch Thành                              | |
| Thanh Hóa      | Đài phát thanh TX. Nghi Sơn                             | 96,0                                                                               | Nghi Sơn                                 | |
| Thanh Hóa      | Đài phát thanh huyện Vĩnh Lộc                           | 96,1                                                                               | Vĩnh Lộc                                 | |
| Thanh Hóa      | Đài phát thanh huyện Nông Cống                          | 96,8                                                                               | Nông Cống                                | |
| Thanh Hóa      | Đài phát thanh huyện Thọ Xuân                           | 97,0                                                                               | Thọ Xuân                                 | |
| Thanh Hóa      | Đài phát thanh huyện Nga Sơn                            | 97,6                                                                               | Nga Sơn                                  | Hiện tại đài không sử dụng hệ thống phát FM. Buổi sáng mùa hè phát sóng từ 5h30–6h00, mùa đông từ 6h30–7h00. Buổi chiều phát sóng từ 17h30–18h00 hàng ngày. |
| Thanh Hóa      | Đài phát thanh huyện Triệu Sơn                          | 97,8                                                                               | Triệu Sơn                                | |
| Thanh Hóa      | Đài phát thanh huyện Thường Xuân                        | 98,4                                                                               | Thường Xuân                              | |
| Thanh Hóa      | Trạm phát sóng FM Ngọc Lặc                              | 98,6                                                                               | VOV1, VOV4                               | |
| Thanh Hóa      | Đài phát thanh huyện Như Thanh                          | 98,9                                                                               | Như Thanh                                | |
| Thanh Hóa      | Trạm phát sóng FM Hòn Mê                                | 100,0                                                                              | VOV1                                     | |
| Thanh Hóa      | Đài phát thanh huyện Ngọc Lặc                           | 101,3 → 100,7                                                                      | Ngọc Lặc                                 | |
| Thanh Hóa      | Đài phát thanh TP. Sầm Sơn                              | 101,1                                                                              | Sầm Sơn                                  | |
| Thanh Hóa      | Trạm phát sóng FM Bá Thước                              | 93,1 → 101,5                                                                       | VOV4                                     | [ 10 ] |
| Thanh Hóa      | Đài PT–TH Thanh Hóa                                     | 102,0                                                                              | Thanh Hóa (Bá Thước)                     | |
| Thanh Hóa      | Trạm phát sóng FM Đồi Quyết Thắng                       | 103,0                                                                              | VOV3 (cũ)                                | |
| Thanh Hóa      | Trạm phát sóng Đồi Quyết Thắng                          | 105,1 → 103,5                                                                      | VOV2                                     | |
| Nghệ An        | Đài phát thanh huyện Quế Phong                          | 87,5 (xã Châu Thôn) 93,2 (thị trấn Kim Sơn)                                        | Quế Phong                                | |
| Nghệ An        | Đài phát thanh thị xã Thái Hòa                          | 88,0                                                                               | Thái Hòa                                 | |
| Nghệ An        | Đài phát thanh huyện Kỳ Sơn                             | 88,0                                                                               | Kỳ Sơn                                   | |
| Nghệ An        | Đài phát thanh huyện Quỳnh Lưu                          | 88,4                                                                               | Quỳnh Lưu                                | |
| Nghệ An        | Đài phát thanh huyện Nam Đàn                            | 89,3                                                                               | Nam Đàn                                  | |
| Nghệ An        | Đài phát thanh huyện Quỳ Châu                           | 89,9 (thị trấn Tân Lạc) 90,1 (xã Châu Bình) 98,9 (xã Châu Bính)                    | Quỳ Châu                                 | |
| Nghệ An        | Trạm phát sóng FM Đô Lương                              | 90,2                                                                               | VOV2, VOV4                               | Đô Lương (cũ) |
| Nghệ An        | Đài phát thanh huyện Nghĩa Đàn                          | 90,5                                                                               | Nghĩa Đàn                                | |
| Nghệ An        | Đài phát thanh huyện Quỳ Hợp                            | 92,4                                                                               | Quỳ Hợp                                  | |
| Nghệ An        | Đài phát thanh huyện Yên Thành                          | 92,8                                                                               | Yên Thành                                | |
| Nghệ An        | Đài phát thanh huyện Diễn Châu                          | 93,4                                                                               | Diễn Châu                                | |
| Nghệ An        | Đài PT–TH Nghệ An                                       | 93,5                                                                               | VOV2                                     | |
| Nghệ An        | Đài phát thanh huyện Con Cuông                          | 93,5                                                                               | Con Cuông                                | |
| Nghệ An        | Trạm phát sóng FM Quế Phong                             | 94,0                                                                               | VOV1, VOV4                               | |
| Nghệ An        | Đài phát thanh huyện Thanh Chương                       | 94,1                                                                               | Thanh Chương                             | |
| Nghệ An        | Đài PT–TH Nghệ An                                       | 94,2                                                                               | VOV3                                     | cũ |
| Nghệ An        | Đài phát thanh huyện Tân Kỳ                             | 94,5                                                                               | Tân Kỳ                                   | |
| Nghệ An        | Đài phát thanh huyện Tương Dương                        | 94,6                                                                               | Tương Dương                              | |
| Nghệ An        | Trạm phát sóng FM Quỳ Hợp và Kỳ Sơn                     | 95,0                                                                               | VOV1                                     | |
| Nghệ An        | Trạm phát sóng FM Quỳ Hợp                               | 95,5                                                                               | VOV3                                     | Quỳ Hợp cũ |
| Nghệ An        | Đài phát thanh huyện Anh Sơn                            | 96,2                                                                               | Anh Sơn                                  | |
| Nghệ An        | Trạm phát sóng FM Huồi Tụ, Kỳ Sơn                       | 97,0                                                                               | VOV2, VOV4                               | |
| Nghệ An        | Đài phát thanh huyện Đô Lương                           | 97,2                                                                               | Đô Lương                                 | |
| Nghệ An        | Trạm phát sóng FM Nghĩa Đàn                             | 97,3                                                                               | VOV2, VOV4                               | Nghĩa Đàn (cũ) |
| Nghệ An        | Đài phát thanh huyện Nghi Lộc                           | 98,7                                                                               | Nghi Lộc                                 | |
| Nghệ An        | Đài PT–TH Nghệ An                                       | 98,3 → 99,6                                                                        | Nghệ An                                  | [ 79 ] |
| Nghệ An        | Trạm phát sóng FM Con Cuông                             | 100,0                                                                              | VOV1                                     | |
| Nghệ An        | Đài phát thanh huyện Hưng Nguyên                        | 100,2                                                                              | Hưng Nguyên                              | |
| Nghệ An        | Trạm phát sóng FM Quỳ Hợp                               | 100,5                                                                              | VOV2 (cũ)                                | [ 10 ] |
| Nghệ An        | Đài phát thanh thị xã Cửa Lò                            | 100,7                                                                              | Cửa Lò                                   | |
| Nghệ An        | Trạm phát sóng FM Quỳ Hợp                               | 101,5                                                                              | VOV1                                     | Quỳ Hợp (cũ) |
| Nghệ An        | Trạm phát sóng FM Quỳ Hợp                               | 103,0                                                                              | VOV4                                     | Quỳ Hợp (cũ) |
| Nghệ An        | Trạm phát sóng FM Tương Dương                           | 103,5                                                                              | VOV2                                     | |
| Nghệ An        | Trạm phát sóng FM Tương Dương                           | 104,0                                                                              | VOV2 (Tương Dương cũ) VOV3 (Tây Nghệ An) | |
| Nghệ An        | Đài phát thanh TP. Vinh                                 | 104,6                                                                              | Vinh                                     | |
| Hà Tĩnh        | Đài phát thanh huyện Nghi Xuân                          | 90,5                                                                               | Nghi Xuân                                | |
| Hà Tĩnh        | Đài phát thanh huyện Can Lộc                            | 91,0                                                                               | Can Lộc                                  | |
| Hà Tĩnh        | Trạm phát sóng FM Núi Thiên Tượng                       | 91,0                                                                               | VOV Giao thông                           | cũ |
| Hà Tĩnh        | Đài phát thanh TX. Hồng Lĩnh                            | 91,5                                                                               | Hồng Lĩnh                                | |
| Hà Tĩnh        | Đài PT–TH Hà Tĩnh                                       | 92,5                                                                               | VOV2 (cũ)                                | TP. Hà Tĩnh |
| Hà Tĩnh        | Đài phát thanh TP. Hà Tĩnh                              | 92,6                                                                               | TP. Hà Tĩnh                              | |
| Hà Tĩnh        | Đài phát thanh huyện Lộc Hà                             | 94,0                                                                               | Lộc Hà                                   | |
| Hà Tĩnh        | Trạm phát sóng FM Hương Khê                             | 94,0                                                                               | VOV1                                     | |
| Hà Tĩnh        | Đài phát thanh huyện Đức Thọ                            | 94,7 → 94,4                                                                        | Đức Thọ                                  | |
| Hà Tĩnh        | Đài phát thanh huyện Kỳ Anh                             | 94,5                                                                               | VOV1                                     | |
| Hà Tĩnh        | Đài PT–TH Hà Tĩnh                                       | 95,0                                                                               | VOV1                                     | TP. Hà Tĩnh |
| Hà Tĩnh        | Trạm phát sóng Núi Thiên Tượng                          | 103,5 → 95,0                                                                       | VOV1                                     | |
| Hà Tĩnh        | Đài phát thanh huyện Cẩm Xuyên                          | 95,3                                                                               | Cẩm Xuyên                                | |
| Hà Tĩnh        | Đài phát thanh huyện Thạch Hà                           | 96,2                                                                               | Thạch Hà                                 | |
| Hà Tĩnh        | Trạm phát sóng Núi Thiên Tượng                          | 96,5                                                                               | VOV2                                     | |
| Hà Tĩnh        | Đài phát thanh huyện Hương Khê                          | 97,4                                                                               | Hương Khê                                | |
| Hà Tĩnh        | Đài PT–TH Hà Tĩnh                                       | 97,8                                                                               | Hà Tĩnh                                  | |
| Hà Tĩnh        | Trạm phát sóng FM Hương Khê                             | 99,0                                                                               | VOV1                                     | Hương Khê |
| Hà Tĩnh        | Đài phát thanh TX. Kỳ Anh                               | 99,0                                                                               | TX. Kỳ Anh                               | |
| Hà Tĩnh        | Đài phát thanh huyện Hương Sơn                          | 99,0                                                                               | Hương Sơn                                | |
| Hà Tĩnh        | Trạm phát sóng FM Hương Khê                             | 100,2                                                                              | VOV2 (cũ)                                | Hương Khê |
| Hà Tĩnh        | Trạm phát sóng Núi Thiên Tượng                          | 101,0                                                                              | VOV3 (cũ)                                | TX. Hồng Lĩnh |
| Hà Tĩnh        | Trạm phát sóng FM Núi Thiên Tượng                       | 102,7                                                                              | VOV3                                     | |
| Hà Tĩnh        | Đài phát thanh huyện Vũ Quang                           | 106,0 → 104,9                                                                      | Vũ Quang                                 | |
| Quảng Bình     | Đài phát thanh TX. Ba Đồn                               | 88,0                                                                               | Ba Đồn + Quảng Bình                      | [ 80 ] |
| Quảng Bình     | Đài phát thanh huyện Quảng Trạch                        | 90,2                                                                               | Quảng Trạch                              | |
| Quảng Bình     | Đài phát thanh TP. Đồng Hới                             | 91,0                                                                               | Đồng Hới                                 | |
| Quảng Bình     | Đài PT–TH Quảng Bình                                    | 91,5                                                                               | VOV Giao thông (cũ)                      | TP. Đồng Hới |
| Quảng Bình     | Đài phát thanh huyện Lệ Thủy                            | 92,0                                                                               | Lệ Thủy                                  | |
| Quảng Bình     | Đài phát thanh huyện Tuyên Hóa                          | 92,0                                                                               | Tuyên Hóa + Quảng Bình                   | |
| Quảng Bình     | Đài phát thanh huyện Bố Trạch                           | 93,9                                                                               | Bố Trạch                                 | [ 81 ] |
| Quảng Bình     | Đài PT–TH Quảng Bình                                    | 94,0                                                                               | VOV3                                     | TP. Đồng Hới |
| Quảng Bình     | Đài phát thanh huyện Minh Hóa                           | 94,1                                                                               | Minh Hóa + Quảng Bình                    | |
| Quảng Bình     | Trạm phát sóng FM Minh Hóa                              | 95,0                                                                               | VOV1                                     | |
| Quảng Bình     | Đài PT–TH Quảng Bình                                    | 96,1                                                                               | Quảng Bình                               | [ 82 ] |
| Quảng Bình     | Đài phát thanh huyện Quảng Ninh                         | 98,8                                                                               | Quảng Ninh                               | |
| Quảng Bình     | Đài PT–TH Quảng Bình                                    | 93,0 → 100,0                                                                       | VOV1                                     | TP. Đồng Hới |
| Quảng Bình     | Đài PT–TH Quảng Bình                                    | 101,5                                                                              | VOV3                                     | TP. Đồng Hới |
| Quảng Bình     | Đài PT–TH Quảng Bình                                    | 99,0 → 103,5                                                                       | VOV2                                     | TP. Đồng Hới |
| Quảng Trị      | Trạm phát sóng FM Đài PT–TH Quảng Trị                   | 88,5                                                                               | VOV Giao thông                           | cũ |
| Quảng Trị      | Đài phát thanh huyện Cam Lộ                             | 88,6                                                                               | Cam Lộ                                   | |
| Quảng Trị      | Đài PT–TH Quảng Trị                                     | 89,5                                                                               | VOV3/VOH + Quảng Trị                     | |
| Quảng Trị      | Đài PT–TH Quảng Trị                                     | 92,2 → 92,5 (tần số chính)                                                         | Quảng Trị                                | [ 83 ] |
| Quảng Trị      | Đài phát thanh huyện Cồn Cỏ                             | 93,5                                                                               | Cồn Cỏ                                   | |
| Quảng Trị      | Đài PT–TH Quảng Trị                                     | 102,0 → 94,0                                                                       | VOV1                                     | TP. Đông Hà |
| Quảng Trị      | Đài PT–TH Quảng Trị                                     | 96,5                                                                               | VOV2                                     | cũ |
| Quảng Trị      | Đài phát thanh huyện Vĩnh Linh                          | 96,8                                                                               | Vĩnh Linh                                | |
| Quảng Trị      | Đài phát thanh huyện Đakrông                            | 96,9                                                                               | Đakrông                                  | |
| Quảng Trị      | Đài phát thanh huyện Hướng Hóa                          | 97,2                                                                               | Hướng Hóa                                | Trạm phát đặt tại thị trấn Khe Sanh |
| Quảng Trị      | Đài phát thanh TP. Đông Hà                              | 97,8                                                                               | Đông Hà                                  | |
| Quảng Trị      | Đài phát thanh huyện Hải Lăng                           | 98,0                                                                               | Hải Lăng                                 | |
| Quảng Trị      | Đài phát thanh TX. Quảng Trị                            | 99,2                                                                               | TX. Quảng Trị                            | |
| Quảng Trị      | Trạm phát sóng FM Khe Sanh                              | 100,0                                                                              | VOV1                                     | |
| Quảng Trị      | Đài PT–TH Quảng Trị                                     | 101,0                                                                              | VOV3                                     | cũ |
| Quảng Trị      | Trạm phát sóng FM Thị trấn Lao Bảo                      | 101,5                                                                              | VOV4 (khu vực miền Trung)                | |
| Quảng Trị      | Đài phát thanh huyện Gio Linh                           | 104,0                                                                              | Gio Linh                                 | |
| Quảng Trị      | Đài phát thanh huyện Triệu Phong                        | 105,6 → 104,9                                                                      | Triệu Phong                              | [ 84 ] |
| Thừa Thiên Huế | Trạm phát sóng FM Núi Bạch Mã                           | 87,4 → 99,5                                                                        | VOV2                                     | cũ |
| Thừa Thiên Huế | Đài phát thanh huyện Phong Điền                         | 88,0                                                                               | Phong Điền                               | |
| Thừa Thiên Huế | Trạm phát sóng FM A Lưới                                | 90,0                                                                               | VOV4 (khu vực miền Trung)                | [ 10 ] |
| Thừa Thiên Huế | Đài phát thanh TP. Huế                                  | 90,7                                                                               | Huế                                      | |
| Thừa Thiên Huế | Đài phát thanh TX. Hương Trà                            | 91,5                                                                               | Hương Trà                                | |
| Thừa Thiên Huế | Đài phát thanh huyện Phú Vang                           | 91,9                                                                               | Phú Vang                                 | |
| Thừa Thiên Huế | Đài PT–TH Thừa Thiên Huế                                | 93,3 → 93,0 96,0 106,1                                                             | Thừa Thiên – Huế                         | Tần số 96,0 MHz phát với công suất 20 W, tại trạm phát lại phường Thủy Dương, thị xã Hương Thủy. Tần số 106,1 MHz phát với công suất 10 kW, tần số 93,0 MHz phát với công suất 2 kW. Phát sóng từ 5h00–22h00 hàng ngày. |
| Thừa Thiên Huế | Đài phát thanh huyện Nam Đông                           | 93,5                                                                               | Nam Đông                                 | Phát chính vào chiều thứ 6 và sáng thứ 7 hàng tuần, thời lượng chương trình từ 30–40 phút. Chuyên mục "Vì an ninh tổ quốc, vì hạnh phúc nhân dân" phát sóng vào chiều thứ 4 và sáng Chủ Nhật hàng tuần, thời lượng 10–15 phút. Tuyên truyền chung phát vào sáng thứ 6 hàng tuần, thời lượng 10 phút. Tiếp sóng VOV1 từ 4h45–6h30, 11h00–12h00, 17h00–19h00 hàng ngày. Chương trình buổi sáng phát sóng từ 6h30, buổi chiều từ 16h30. |
| Thừa Thiên Huế | Đài phát thanh huyện Quảng Điền                         | 94,3                                                                               | Quảng Điền                               | |
| Thừa Thiên Huế | Trạm phát sóng FM Núi Bạch Mã                           | 87,4 → 95,0                                                                        | VOV1                                     | |
| Thừa Thiên Huế | Đài phát thanh TX. Hương Thủy                           | 95,3                                                                               | Hương Thủy                               | |
| Thừa Thiên Huế | Đài phát thanh huyện A Lưới                             | 96,0                                                                               | A Lưới                                   | |
| Thừa Thiên Huế | Đài phát thanh huyện Phú Lộc                            | 98,0                                                                               | Phú Lộc                                  | [ 89 ] |
| Thừa Thiên Huế | Trạm phát sóng FM A Lưới                                | 100,0                                                                              | VOV1                                     | |
| Thừa Thiên Huế | Trạm phát sóng FM Núi Bạch Mã                           | 103,0 → 101,5                                                                      | VOV3                                     | |
| Thừa Thiên Huế | Trạm phát sóng FM Núi Bạch Mã                           | 104,5                                                                              | VOV 24/7                                 | |

## Nam Trung Bộ
| Tỉnh thành | Trạm phát                                                    | Kênh tần số FM (MHz) | Tên kênh                              | Chú thích |
| ---------- | ------------------------------------------------------------ | -------------------- | ------------------------------------- | --- |
| Đà Nẵng    | Trạm phát sóng núi Sơn Trà                                   | 89,0                 | VOV FM89                              | Từ ngày 1/4/2023, kênh VOV Sức khỏe chính thức dừng phát sóng. |
| Đà Nẵng    | Đài phát thanh quận Liên Chiểu                               | 90,5                 | Liên Chiểu                            | |
| Đà Nẵng    | Trạm phát sóng núi Sơn Trà                                   | 91,0                 | VOV Giao thông (cũ) VOV5 (cũ)         | |
| Đà Nẵng    | Đài phát thanh quận Cẩm Lệ                                   | 92,7                 | Cẩm Lệ                                | |
| Đà Nẵng    | Đài phát thanh quận Ngũ Hành Sơn                             | 93,2                 | Ngũ Hành Sơn                          | |
| Đà Nẵng    | Đài phát thanh quận Ngũ Hành Sơn                             | 93,4                 | Ngũ Hành Sơn (chương trình ATGT)      | |
| Đà Nẵng    | Đài phát thanh quận Sơn Trà                                  | 94,5                 | Sơn Trà                               | |
| Đà Nẵng    | Đài phát thanh huyện Hòa Vang                                | 95,8                 | Hòa Vang                              | |
| Đà Nẵng    | Trạm phát sóng núi Sơn Trà                                   | 89 (cũ) → 96,5       | VOV2                                  | Áp dụng từ tháng 12/2018 |
| Đà Nẵng    | Núi Sơn Trà                                                  | 96,3 → 98,5          | Đà Nẵng/VOH 99,9                      | Phát sóng từ 05h45 – 24h00 hàng ngày, tiếp sóng kênh FM99.9 MHz (VOH) vào 3 buổi/ngày: 06h00 – 10h00, 12h00 – 17h00, 18h00 – 19h00 & 20h30 – 24h00 (Thứ 2 đến Thứ 7), 21h00 – 24h00 (Chủ nhật).                                                          |
| Đà Nẵng    | Trạm phát sóng núi Sơn Trà                                   | 100,0                | VOV3 (cũ), VOV1+4 (cũ) → VOV1         | Từ tháng 12/2018, kênh VOV1 được phát sóng ở tần số trên. Kênh VOV4 Khu vực miền Trung chuyển từ sóng FM tần số 100 MHz đến sóng AM tần số 594KHz. |
| Đà Nẵng    | Trạm phát sóng núi Bà Nà                                     | 102,5                | VOV1                                  | [ 10 ] |
| Đà Nẵng    | Trạm phát sóng núi Sơn Trà                                   | 102.5 (cũ) → 102,7   | VOV3                                  | Áp dụng từ tháng 12/2018 |
| Đà Nẵng    | Trạm phát sóng núi Sơn Trà                                   | 104,0                | VOV Tiếng Anh 24/7                    | [ 92 ] [ 93 ] |
| Đà Nẵng    | Trạm phát sóng núi Sơn Trà                                   | 105,5                | VOV5                                  | [ 94 ] |
| Quảng Nam  | Đài phát thanh huyện Nam Giang                               | 88,9                 | Nam Giang                             | |
| Quảng Nam  | Đài phát thanh huyện Phú Ninh                                | 89,6                 | Phú Ninh                              | |
| Quảng Nam  | Đài phát thanh huyện Phước Sơn                               | 89,8                 | Phước Sơn                             | Trước đây đài có trạm phát dự phòng ở tần số 95,4 MHz và trạm phát lại xã Phước Hiệp ở tần số 105,0 MHz. |
| Quảng Nam  | Đài phát thanh TP. Hội An                                    | 91,2                 | Hội An                                | [ 95 ] |
| Quảng Nam  | Đài phát thanh huyện Tiên Phước                              | 91,4                 | Tiên Phước                            | |
| Quảng Nam  | Đài phát thanh huyện Hiệp Đức                                | 92,2                 | Hiệp Đức                              | |
| Quảng Nam  | Đài phát thanh huyện Tây Giang                               | 92,9                 | Tây Giang                             | |
| Quảng Nam  | Đài phát thanh huyện Đại Lộc                                 | 92,9                 | Đại Lộc                               | |
| Quảng Nam  | Trạm phát sóng FM Cù Lao Chàm                                | 94,0                 | VOV1                                  | |
| Quảng Nam  | Đài phát thanh huyện Thăng Bình                              | 93,9 → 94,6          | Thăng Bình                            | |
| Quảng Nam  | Đài phát thanh huyện Nam Trà My                              | 94,7                 | Nam Trà My                            | |
| Quảng Nam  | Trạm phát sóng FM Đông Giang                                 | 95,0                 | VOV1                                  | |
| Quảng Nam  | Đài phát thanh huyện Nông Sơn                                | 95,0                 | Nông Sơn                              | |
| Quảng Nam  | Đài phát thanh huyện Duy Xuyên                               | 95,2                 | Duy Xuyên                             | |
| Quảng Nam  | Đài phát thanh huyện Đông Giang                              | 96,0 98,9            | Đông Giang                            | |
| Quảng Nam  | Trạm phát sóng FM Đỉnh Quế - Tây Giang                       | 100,0 → 97,0         | VOV1, VOV4 (khu vực Miền Trung)       | [ 96 ] [ 97 ] |
| Quảng Nam  | Đài PT–TH Quảng Nam – đồi Tam Kỳ, phường An Phú – TP. Tam Kỳ | 97,6                 | Quảng Nam                             | [ 98 ] |
| Quảng Nam  | Đài phát thanh huyện Quế Sơn                                 | 98,3                 | Quế Sơn                               | |
| Quảng Nam  | Đài phát thanh TX. Điện Bàn                                  | 98,7 → 100,7         | Điện Bàn                              | |
| Quảng Nam  | Đài phát thanh TP. Tam Kỳ                                    | 102,7 → 101,7        | Tam Kỳ                                | |
| Quảng Nam  | Đài phát thanh huyện Bắc Trà My                              | 103,0                | Bắc Trà My                            | |
| Quảng Nam  | Đài phát thanh huyện Núi Thành                               | 104,5                | Núi Thành                             | |
| Quảng Ngãi | Đài phát thanh huyện Sơn Tây                                 | 88,8                 | Sơn Tây                               | |
| Quảng Ngãi | Đài phát thanh huyện Tây Trà (cũ)                            | 90,5                 | Tây Trà (cũ)                          | Hiện tần số được sử dụng để phát chương trình của huyện Trà Bồng |
| Quảng Ngãi | Đài phát thanh huyện Mộ Đức                                  | 91,0                 | Mộ Đức                                | |
| Quảng Ngãi | Đài PT–TH Quảng Ngãi                                         | 91,5                 | VOV Giao thông (cũ)                   | |
| Quảng Ngãi | Đài phát thanh huyện Sơn Hà                                  | 87,9 → 91,9          | Sơn Hà                                | [ 100 ] |
| Quảng Ngãi | Đài phát thanh huyện Lý Sơn                                  | 93,3                 | Lý Sơn                                | [ 101 ] |
| Quảng Ngãi | Đài PT–TH Quảng Ngãi                                         | 95,5 → 94,0          | VOV1                                  | |
| Quảng Ngãi | Đài phát thanh huyện Trà Bồng                                | 98,5 → 94,6          | Trà Bồng                              | |
| Quảng Ngãi | Đài phát thanh huyện Lý Sơn                                  | 95,0                 | VOV1                                  | [ 102 ] |
| Quảng Ngãi | Đài phát thanh TP. Quảng Ngãi                                | 89,0 → 95,0          | TP. Quảng Ngãi                        | |
| Quảng Ngãi | Đài PT–TH Quảng Ngãi                                         | 95,5                 | Quảng Ngãi                            | [ 103 ] [ 104 ] |
| Quảng Ngãi | Đài phát thanh huyện Minh Long                               | 96,0                 | Minh Long                             | |
| Quảng Ngãi | Đài phát thanh huyện Sơn Tịnh                                | 96,8                 | Sơn Tịnh                              | |
| Quảng Ngãi | Đài phát thanh TX. Đức Phổ                                   | 97,4                 | Đức Phổ                               | [ 105 ] |
| Quảng Ngãi | Đài PT–TH Quảng Ngãi                                         | 92,5 → 99,5          | VOV2                                  | [ 106 ] |
| Quảng Ngãi | Đài PT–TH Quảng Ngãi                                         | 93,5 → 101,0         | VOV3                                  | |
| Quảng Ngãi | Đài PT–TH Quảng Ngãi                                         | 102,9                | Quảng Ngãi                            | |
| Quảng Ngãi | Đài phát thanh huyện Bình Sơn                                | 94,1 → 103,3         | Bình Sơn                              | |
| Quảng Ngãi | Đài phát thanh huyện Nghĩa Hành                              | 94,0 → 103,7         | Nghĩa Hành                            | |
| Quảng Ngãi | Đài phát thanh huyện Ba Tơ                                   | 104,5                | Ba Tơ                                 | |
| Quảng Ngãi | Đài phát thanh huyện Tư Nghĩa                                | 104,0 → 104,7        | Tư Nghĩa                              | [ 107 ] |
| Bình Định  | Đài phát thanh huyện Hoài Ân                                 | 90,4                 | Hoài Ân                               | |
| Bình Định  | Đài phát thanh huyện Tuy Phước                               | 90,1 → 90,5          | Tuy Phước                             | |
| Bình Định  | Núi Vũng Chua                                                | 91,0                 | VOV Giao thông                        | cũ |
| Bình Định  | Đài phát thanh huyện Vĩnh Thạnh                              | 91,7                 | Vĩnh Thạnh                            | |
| Bình Định  | Đài phát thanh TP. Quy Nhơn                                  | 92,2                 | Quy Nhơn                              | |
| Bình Định  | Đài phát thanh huyện Phù Cát                                 | 92,7                 | Phù Cát                               | |
| Bình Định  | Đài phát thanh huyện Phù Mỹ                                  | 93,1                 | Phù Mỹ                                | |
| Bình Định  | Đài phát thanh TX. An Nhơn                                   | 94,5                 | An Nhơn                               | |
| Bình Định  | Núi Vũng Chua                                                | 103,5 → 100,5 → 95,0 | VOV1                                  | |
| Bình Định  | Đài phát thanh huyện An Lão                                  | 95,1                 | An Lão                                | Trước đây đài có trạm phát lại xã An Trung ở tần số 88,1 MHz. |
| Bình Định  | Đài phát thanh huyện Vân Canh                                | 96,4                 | Vân Canh                              | |
| Bình Định  | Núi Vũng Chua                                                | 97,0                 | Bình Định                             | [ 108 ] |
| Bình Định  | Đài phát thanh TX. Hoài Nhơn                                 | 99,9                 | Bình Định (Hoài Nhơn)                 | [ 109 ] |
| Bình Định  | Đài PT–TH Bình Định                                          | 100,9 103,1          | Bình Định                             | |
| Bình Định  | Núi Vũng Chua                                                | 101,4 → 101,5        | VOV3                                  | |
| Bình Định  | Núi Vũng Chua                                                | 103,4 → 103,5        | VOV2                                  | cũ |
| Bình Định  | Đài phát thanh TX. Hoài Nhơn                                 | 105,0                | Hoài Nhơn                             | |
| Bình Định  | Đài phát thanh huyện Tây Sơn                                 | 105,0                | Tây Sơn                               | |
| Phú Yên    | Đài phát thanh huyện Phú Hòa                                 | 88,7                 | Phú Hòa                               | |
| Phú Yên    | Đài phát thanh TP. Tuy Hòa                                   | 91,0 → 89,8          | Tuy Hòa                               | |
| Phú Yên    | Trạm phát sóng FM núi Chóp Chài                              | 90,0 → 90,5          | VOV4 (khu vực Tây Nguyên)             | |
| Phú Yên    | Trạm phát sóng FM núi Chóp Chài                              | 91,5                 | VOV Giao thông (cũ)                   | |
| Phú Yên    | Đài phát thanh huyện Sơn Hòa                                 | 94,0                 | Sơn Hòa                               | [ 110 ] |
| Phú Yên    | Đài PT–TH Phú Yên – trạm phát sóng FM núi Chóp Chài          | 96,0                 | Phú Yên                               | Phát sóng từ 5h15–24h00 hàng ngày, tiếp âm VOV1 3 buổi: 6h00–7h00, 12h00–13h00 và 18h00–19h00, tiếp âm VOV2 các buổi: 8h00–8h30, 9h00–11h00, 14h00–15h00, 16h00–17h00, 20h00–21h00 và 22h30–24h00                                                        |
| Phú Yên    | Trạm phát sóng FM núi Chóp Chài                              | 88,0 → 96,5          | VOV2                                  | cũ |
| Phú Yên    | Đài phát thanh huyện Đồng Xuân                               | 97,3                 | Đồng Xuân                             | |
| Phú Yên    | Đài phát thanh huyện Sông Hinh                               | 98,0                 | Sông Hinh                             | |
| Phú Yên    | Đài phát thanh TX. Đông Hòa                                  | 99,0                 | Đông Hòa                              | |
| Phú Yên    | Đài phát thanh TX. Sông Cầu                                  | 99,0                 | Sông Cầu                              | |
| Phú Yên    | Trạm phát sóng FM núi Chóp Chài                              | 94,0 → 100,0         | VOV1                                  | [ 112 ] [ 113 ] |
| Phú Yên    | Đài phát thanh huyện Tây Hòa                                 | 100,5                | Tây Hòa                               | |
| Phú Yên    | Đài phát thanh huyện Tuy An                                  | 101,4                | Tuy An                                | |
| Phú Yên    | Trạm phát sóng FM núi Chóp Chài                              | 102,7                | VOV3, VOV4 (khu vực miền Trung)       | |
| Phú Yên    | Trạm phát sóng FM hầm đường bộ Đèo Cả                        | 102,7                | VOV3, VOV4 (khu vực miền Trung)       | |
| Khánh Hòa  | Đài phát thanh huyện Cam Lâm                                 | 91,0                 | Cam Lâm                               | |
| Khánh Hòa  | Đài phát sóng Đồng Đế                                        | 91,0                 | VOVGT                                 | cũ |
| Khánh Hòa  | Đài phát thanh huyện Khánh Sơn                               | 94,2                 | Khánh Hòa                             | |
| Khánh Hòa  | Trạm phát sóng xã Ninh Sơn, thị xã Ninh Hòa                  | 94,9                 | Khánh Hòa                             | |
| Khánh Hòa  | Đài phát sóng Đồng Đế                                        | 97,8 → 95,0          | VOV1                                  | |
| Khánh Hòa  | Đài phát thanh huyện Vạn Ninh                                | 96,4                 | Vạn Ninh                              | |
| Khánh Hòa  | Đài phát sóng Đồng Đế                                        | 104,0 → 96,5         | VOV2                                  | |
| Khánh Hòa  | Đài phát thanh huyện Khánh Sơn                               | 96,5                 | Khánh Sơn                             | |
| Khánh Hòa  | Đài phát thanh huyện Diên Khánh                              | 96,7                 | Diên Khánh                            | |
| Khánh Hòa  | Đài phát thanh huyện Khánh Vĩnh                              | 98,5                 | Khánh Vĩnh                            | |
| Khánh Hòa  | Trạm phát sóng đảo Trường Sa Lớn                             | 100,0                | VOV1                                  | |
| Khánh Hòa  | Đài phát sóng Đồng Đế                                        | 101,0                | VOV3                                  | [ 114 ] |
| Khánh Hòa  | Đài phát thanh TP. Cam Ranh                                  | 101,0                | Cam Ranh                              | |
| Khánh Hòa  | Trạm phát sóng núi Hòn Bà                                    | 101,0                | VOV4 (cũ)                             | [ 10 ] |
| Khánh Hòa  | Trạm phát sóng Hầm đường bộ Đèo Cả                           | 102,7                | VOV3, VOV4 (khu vực miền Trung)       | |
| Khánh Hòa  | Đài PT–TH Khánh Hòa                                          | 103,3                | VOV1                                  | |
| Khánh Hòa  | Đài phát sóng Đồng Đế                                        | 104,0                | VOV Tiếng Anh 24/7                    | |
| Khánh Hòa  | Đài phát thanh TP. Nha Trang                                 | 105,5                | Nha Trang                             | Đài đã đăng ký tần số 104,8 MHz, tuy nhiên trên thực tế vẫn dùng tần số cũ |
| Khánh Hòa  | Đài PT–TH Khánh Hòa – trung tâm truyền dẫn phát sóng         | 101,7 → 106,5        | Khánh Hòa                             | Phát sóng từ 5h30–24h hàng ngày |
| Khánh Hòa  | Đài phát thanh TX. Ninh Hòa                                  | 106,8                | Ninh Hòa                              | Đài đã đăng ký tần số 102,3 MHz, tuy nhiên trên thực tế vẫn dùng tần số cũ |
| Ninh Thuận | Đài phát thanh TP. Phan Rang – Tháp Chàm                     | 88,0                 | Phan Rang – Tháp Chàm                 | |
| Ninh Thuận | Đài phát thanh huyện Ninh Hải                                | 89,0                 | Ninh Hải                              | |
| Ninh Thuận | Đài PT–TH Ninh Thuận                                         | 89,5 → 90,5          | VOV2, VOV4 (khu vực Miền Trung)       | |
| Ninh Thuận | Đài PT–TH Ninh Thuận                                         | 91,5                 | VOV Giao thông                        | cũ |
| Ninh Thuận | Đài phát thanh huyện Ninh Phước                              | 92,0                 | Ninh Phước                            | |
| Ninh Thuận | Đài phát thanh huyện Ninh Sơn                                | 92,2                 | Ninh Sơn                              | |
| Ninh Thuận | Đài phát thanh huyện Bác Ái                                  | 93,0                 | Bác Ái                                | |
| Ninh Thuận | Đài phát thanh huyện Thuận Nam                               | 93,6                 | Thuận Nam                             | |
| Ninh Thuận | Đài PT–TH Ninh Thuận                                         | 99,6 → 95,0          | Ninh Thuận                            | Phát sóng từ 5h00–23h00 hàng ngày |
| Ninh Thuận | Đài PT–TH Ninh Thuận                                         | 93,0 → 96,5          | VOV2                                  | cũ |
| Ninh Thuận | Đài PT–TH Ninh Thuận                                         | 88,5 → 100,0         | VOV1                                  | |
| Ninh Thuận | Đài PT–TH Ninh Thuận                                         | 102,7                | VOV3                                  | cũ |
| Ninh Thuận | Đài phát thanh huyện Thuận Bắc                               | 106,0 → 104,7        | Thuận Bắc                             | [ 118 ] |
| Bình Thuận | Đài PT–TH Bình Thuận                                         | 91,5                 | VOV Giao thông                        | cũ |
| Bình Thuận | Đài PT–TH Bình Thuận                                         | 92,3                 | Bình Thuận                            | Phát sóng từ 5h00–23h00 hàng ngày, tiếp âm VOV1 3 buổi 6h00–7h00, 12h00–15h00 và 18h00–19h00. |
| Bình Thuận | Đài PT–TH Bình Thuận                                         | 94,5 → 94,0          | VOV1, VOV3, VOV4 (khu vực miền Trung) | |
| Bình Thuận | Đài phát thanh huyện Phú Quý                                 | 95,0                 | VOV1                                  | |
| Bình Thuận | Đài phát thanh huyện Bắc Bình                                | 95,3                 | Bắc Bình                              | |
| Bình Thuận | Đài phát thanh TP. Phan Thiết                                | 96,0 → 95,8          | Phan Thiết                            | Trong lời xướng nhạc hiệu, phát thanh viên vẫn thông báo tần số cũ là 96,0 MHz |
| Bình Thuận | Đài phát thanh huyện Tánh Linh                               | 96,5 → 95,9          | Tánh Linh                             | Phát sóng 5h00–6h30, 17h30–18h50 hàng ngày |
| Bình Thuận | Đài PT–TH Bình Thuận                                         | 96,5                 | VOV4 (cũ)                             | TP. Phan Thiết |
| Bình Thuận | Đài PT–TH Bình Thuận                                         | 103,0 → 97,0         | VOV4 (khu vực TP.HCM)                 | |
| Bình Thuận | Đài phát thanh huyện Tuy Phong                               | 97,5                 | Tuy Phong                             | |
| Bình Thuận | Đài phát thanh huyện Hàm Thuận Bắc                           | 99,0                 | Hàm Thuận Bắc                         | |
| Bình Thuận | Đài phát thanh huyện Hàm Tân                                 | 99,2                 | Hàm Tân                               | |
| Bình Thuận | Đài PT–TH Bình Thuận                                         | 102,0 → 101,5        | VOV3                                  | |
| Bình Thuận | Đài phát thanh huyện Hàm Thuận Nam                           | 102,5                | Hàm Thuận Nam                         | |
| Bình Thuận | Đài phát thanh TX. La Gi                                     | 107,0 → 103,0        | La Gi                                 | |
| Bình Thuận | Đài PT–TH Bình Thuận                                         | 90,5 → 103,5         | VOV2                                  | |
| Bình Thuận | Đài phát thanh huyện Đức Linh                                | 105,5                | Đức Linh                              | Đài đã đăng ký tần số 104,9 MHz, tuy nhiên trên thực tế vẫn dùng tần số cũ. Phát sóng 5h00–24h00 hàng ngày. Chương trình của đài huyện được phát lúc 5h30, 11h00 và 18h30 (thời lượng 30 phút), thời gian còn lại tiếp sóng đài tỉnh Bình Thuận và VOV1. |

## Tây Nguyên
| Tỉnh thành | Trạm phát                            | Kênh tần số FM (MHz)                                 | Tên kênh                            | Chú thích |
| ---------- | ------------------------------------ | ---------------------------------------------------- | ----------------------------------- | --- |
| Kon Tum    | Đài phát thanh huyện Kon Rẫy         | 88,8                                                 | Kon Rẫy                             | |
| Kon Tum    | Đài PT–TH Kon Tum                    | 88,5 → 90,5                                          | VOV4 (khu vực Tây Nguyên)           | |
| Kon Tum    | Đài PT–TH Kon Tum                    | 91,5                                                 | VOV2                                | cũ |
| Kon Tum    | Đài phát thanh huyện Ngọc Hồi        | 92,0                                                 | Ngọc Hồi                            | |
| Kon Tum    | Đài phát thanh huyện Đăk Hà          | 93,2                                                 | Đăk Hà                              | |
| Kon Tum    | Đài phát sóng FM Ngọc Hồi            | 94,0                                                 | VOV1-VOV4 (khu vực miền Trung)      | |
| Kon Tum    | Đài PT–TH Kon Tum                    | 95,1                                                 | Kon Tum                             | Phát sóng từ 5h30–24h hàng ngày. Tiếp âm VOV1 từ 6h–6h30 và 18h–19h, tiếp âm VOV3 từ 9h30–11h, 12h–14h và 21h30–24h.                                                 |
| Kon Tum    | Đài phát thanh huyện Sa Thầy         | 96,2                                                 | Sa Thầy                             | |
| Kon Tum    | Đài phát thanh huyện Đăk Glei        | 96,5                                                 | Đăk Glei                            | |
| Kon Tum    | Đài phát thanh TP. Kon Tum           | 97,5                                                 | TP. Kon Tum                         | |
| Kon Tum    | Đài phát thanh huyện Ia H'Drai       | 98,4                                                 | Ia H'Drai                           | |
| Kon Tum    | Đài phát thanh huyện Kon Plông       | 99,0                                                 | Kon Plông                           | |
| Kon Tum    | Đài phát thanh huyện Đăk Tô          | 99,7                                                 | Đăk Tô                              | |
| Kon Tum    | Đài PT–TH Kon Tum                    | 91,5 → 100,0                                         | VOV1                                | |
| Kon Tum    | Đài phát thanh huyện Tu Mơ Rông      | 100,0 (xã Đăk Sao/xã Tu Mơ Rông) 102,2 (xã Đăk Hà)   | Tu Mơ Rông                          | |
| Kon Tum    | Đài PT–TH Kon Tum                    | 89,5 → 101,5                                         | VOV3                                | cũ |
| Kon Tum    | Trạm phát sóng FM Đắk Glei           | 101,5                                                | VOV1-VOV4 (Đăk Glei)                | cũ |
| Kon Tum    | Đài PT–TH Kon Tum                    | 103,5                                                | VOV2                                | cũ |
| Gia Lai    | Đài phát thanh TX. Ayun Pa           | 89,1                                                 | Ayun Pa                             | |
| Gia Lai    | Đài phát thanh huyện Kbang           | 90,0                                                 | Kbang                               | |
| Gia Lai    | Đài phát thanh huyện Krông Pa        | 90,1                                                 | Krông Pa/VOV1                       | Phát sóng từ 5h00–23h00 hàng ngày |
| Gia Lai    | Đài phát thanh huyện Kông Chro       | 90,2                                                 | Kông Chro                           | |
| Gia Lai    | Đài PT–TH Gia Lai – Núi Hàm Rồng     | 90,5                                                 | VOV4 (khu vực Tây Nguyên)           | [ 120 ] |
| Gia Lai    | Đài phát thanh huyện Đức Cơ          | 90,8                                                 | Đức Cơ                              | |
| Gia Lai    | Đài phát thanh huyện Đak Pơ          | 91,5                                                 | Đak Pơ                              | |
| Gia Lai    | Đài phát thanh huyện Phú Thiện       | 91,7                                                 | Phú Thiện                           | |
| Gia Lai    | Đài PT–TH Gia Lai – Núi Hàm Rồng     | 93,7                                                 | VOV1                                | [ 121 ] |
| Gia Lai    | Đài phát thanh huyện Chư Păh         | 94,2                                                 | Chư Păh                             | [ 122 ] |
| Gia Lai    | Đài phát thanh huyện Chư Prông       | 95,0                                                 | Chư Prông                           | |
| Gia Lai    | Đài phát thanh huyện Ia Grai         | 95,0                                                 | Ia Grai                             | |
| Gia Lai    | Đài phát thanh huyện Chư Sê          | 95,5                                                 | VOV1, 4 (khu vực Miền Trung)        | |
| Gia Lai    | Đài phát thanh huyện Krông Pa        | 95,7                                                 | Krông Pa                            | |
| Gia Lai    | Trạm phát sóng Ayun, Chư Sê          | 96,0                                                 | Gia Lai                             | [ 123 ] |
| Gia Lai    | Đài phát thanh TP. Pleiku            | 96,1                                                 | Pleiku                              | |
| Gia Lai    | Trạm phát sóng núi Hàm Rồng          | 97,5 → 96,5                                          | VOV2                                | cũ |
| Gia Lai    | Đài phát thanh huyện Chư Sê          | 97,0                                                 | Chư Sê                              | |
| Gia Lai    | Đài phát thanh TX. An Khê            | 98,5                                                 | An Khê                              | |
| Gia Lai    | Đài phát thanh huyện Ia Pa           | 99,0                                                 | Ia Pa                               | |
| Gia Lai    | Đài phát thanh huyện Đak Đoa         | 99,5                                                 | Đak Đoa                             | |
| Gia Lai    | Trạm phát sóng núi Hàm Rồng          | 96,5 → 100,0                                         | VOV1                                | (cũ) |
| Gia Lai    | Đài PT–TH Gia Lai – Núi Hàm Rồng     | 102,0                                                | Gia Lai                             | Phát sóng từ 5h-23h hằng ngày |
| Gia Lai    | Trạm phát sóng núi Hàm Rồng          | 98,5 → 97,5 → 102,7                                  | VOV3                                | cũ |
| Gia Lai    | Đài phát thanh huyện Mang Yang       | 106,0 → 103,8                                        | Mang Yang                           | [ 125 ] |
| Gia Lai    | Đài phát thanh huyện Chư Pưh         | 106,3                                                | Chư Pưh                             | |
| Đắk Lắk    | Trạm phát sóng Đèo Hà Lan            | 102,7 → 88,0                                         | VOV4 (khu vực Tây Nguyên)           | |
| Đắk Lắk    | Trạm phát sóng Đèo Hà Lan            | 90,0                                                 | VOV1                                | |
| Đắk Lắk    | Đài PT-TH Đắk Lắk                    | 90,5                                                 | VOV4 (khu vực Tây Nguyên)           | [ 123 ] |
| Đắk Lắk    | Trạm phát sóng đèo Hà Lan            | 91,0                                                 | VOV Giao thông                      | cũ |
| Đắk Lắk    | Đài phát thanh TP. Buôn Ma Thuột     | 91,3 → 91,9                                          | Buôn Ma Thuột                       | |
| Đắk Lắk    | Đài PT-TH Đắk Lắk                    | 92,4                                                 | Đắk Lắk                             | [ 123 ] |
| Đắk Lắk    | Đài phát thanh huyện Lắk             | 93,0                                                 | Lắk                                 | |
| Đắk Lắk    | Đài phát thanh TX. Buôn Hồ           | 93,2                                                 | Buôn Hồ                             | |
| Đắk Lắk    | Đài phát thanh huyện Ea Súp          | 93,4                                                 | Ea Súp                              | |
| Đắk Lắk    | Đài phát thanh huyện Krông Bông      | 91,0 → 93,5 (thị trấn Krông Kmar) 100,7 (xã Cư Đrăm) | Krông Bông                          | |
| Đắk Lắk    | Trạm phát sóng đèo Hà Lan            | 94,7                                                 | Đắk Lắk                             | Phát sóng từ 4h45–24h hàng ngày, tiếp âm đài Tiếng nói Việt Nam VOV1 4 buổi : 4h45–5h00, 6h–6h30, 12h–16h và 18h–18h45                                               |
| Đắk Lắk    | Đài phát thanh huyện Cư Kuin         | 98,0 → 95,3                                          | Cư Kuin                             | |
| Đắk Lắk    | Đài phát thanh huyện Buôn Đôn        | 96,0                                                 | Buôn Đôn                            | |
| Đắk Lắk    | Đài phát thanh huyện Krông Búk       | 97,7                                                 | Krông Búk                           | [ 126 ] |
| Đắk Lắk    | Đài phát thanh huyện Krông Pắc       | 98,1                                                 | Krông Pắc                           | |
| Đắk Lắk    | Đài phát thanh huyện Ea H'Leo        | 98,3                                                 | Ea H'Leo                            | |
| Đắk Lắk    | Đài phát thanh huyện Cư M'gar        | 98,5                                                 | Cư M'gar                            | |
| Đắk Lắk    | Đài phát thanh huyện Krong Ana       | 99,1                                                 | Krong Ana                           | |
| Đắk Lắk    | Đài phát thanh huyện M'Đrăk          | 99,2                                                 | M'Đrăk                              | |
| Đắk Lắk    | Đài PT-TH Đắk Lắk                    | 102,7                                                | VOV3                                | [ 10 ] [ 123 ] |
| Đắk Lắk    | Trạm phát sóng đèo Hà Lan            | 92,7 → 102,7                                         | VOV2, VOV4 (khu vực miền Trung)     | |
| Đắk Lắk    | Đài phát thanh huyện Krông Năng      | 103,5                                                | Krông Năng                          | |
| Đắk Lắk    | Đài phát thanh huyện Ea Kar          | 104,0                                                | Eakar                               | |
| Đắk Lắk    | Đài PT-TH Đắk Lắk                    | 100,0                                                | VOV1                                | [ 123 ] |
| Đắk Nông   | Đài PT–TH Đắk Nông                   | 88,6                                                 | VOV3                                | cũ |
| Đắk Nông   | Đài PT–TH Đắk Nông                   | 98,2 → 88,8 96,6                                     | Đắk Nông                            | Phát sóng từ 5h30–21h00 hằng ngày (chương trình của đài), tiếp âm đài tiếng nói Việt Nam VOV1 5 buổi: 4h45–5h30, 6h00–6h30, 12h00–15h00, 18h00–18h45 và 21h00–24h00. |
| Đắk Nông   | Đài PT–TH Đắk Nông                   | 90,5                                                 | VOV4 (khu vực Tây Nguyên)           | |
| Đắk Nông   | Đài phát thanh huyện Đắk Mil         | 92,7                                                 | Đắk Mil                             | |
| Đắk Nông   | Đài phát thanh huyện Đắk R'lấp       | 92,2 → 92,8                                          | Đắk R'lấp                           | |
| Đắk Nông   | Đài PT–TH Đắk Nông                   | 95,0                                                 | VOV1                                | |
| Đắk Nông   | Đài phát thanh huyện Đắk Mil         | 95,5                                                 | Đắk Nông (Đắk Mil)                  | |
| Đắk Nông   | Đài phát thanh huyện Cư Jút          | 97,5                                                 | Cư Jút                              | |
| Đắk Nông   | Đài phát thanh huyện Đắk Song        | 97,5                                                 | Đắk Song                            | |
| Đắk Nông   | Đài phát thanh huyện Tuy Đức         | 99,0                                                 | Tuy Đức                             | |
| Đắk Nông   | Đài PT–TH Đắk Nông                   | 99,5                                                 | VOV2                                | cũ |
| Đắk Nông   | Đài PT–TH Đắk Nông                   | 101,5 → 99,5                                         | VOV1, VOV4 (khu vực miền Trung)     | [ 123 ] |
| Đắk Nông   | Đài phát thanh huyện Đắk Mil         | 99,5                                                 | VOV1 (Đắk Mill cũ)                  | |
| Đắk Nông   | Trạm phát sóng FM Đài PT–TH Đắk Nông | 101,0 (cũ)                                           | VOV3                                | |
| Đắk Nông   | Đài phát thanh huyện Krông Nô        | 94,0 → 101,7                                         | Krông Nô                            | |
| Đắk Nông   | Đài phát thanh huyện Đắk Glong       | 103,5                                                | Đắk Glong                           | |
| Đắk Nông   | Đài phát thanh TP. Gia Nghĩa         | 106,0 → 104,9                                        | Gia Nghĩa                           | |
| Lâm Đồng   | Đài phát thanh huyện Đam Rông        | 92,0                                                 | Đam Rông/Lâm Đồng                   | |
| Lâm Đồng   | Đài phát thanh huyện Đức Trọng       | 92,0                                                 | Đức Trọng                           | |
| Lâm Đồng   | Đài phát thanh huyện Đạ Tẻh          | 98,0 → 93,0                                          | Đạ Tẻh/Lâm Đồng                     | |
| Lâm Đồng   | Đài phát thanh huyện Đam Rông        | 93,3                                                 | Đam Rông/VOV3                       | |
| Lâm Đồng   | Trạm phát sóng FM Cầu Đất            | 88,0 → 93,5                                          | VOV4 (khu vực Tây Nguyên)           | |
| Lâm Đồng   | Đài phát thanh huyện Đơn Dương       | 94,0                                                 | Đơn Dương                           | |
| Lâm Đồng   | Đài phát thanh huyện Di Linh         | 94,5                                                 | Di Linh                             | |
| Lâm Đồng   | Đài phát thanh huyện Đạ Huoai        | 96,2                                                 | Đạ Huoai                            | |
| Lâm Đồng   | Đài phát thanh huyện Bảo Lâm         | 97,0                                                 | Lâm Đồng                            | [ 123 ] |
| Lâm Đồng   | Đài phát thanh huyện Đạ Tẻh          | 97,0                                                 | Lâm Đồng                            | [ 123 ] |
| Lâm Đồng   | Đài phát thanh Truyền hình Lâm Đồng  | 97,0                                                 | Lâm Đồng                            | Phát sóng từ 5h25–24h00 hàng ngày |
| Lâm Đồng   | Trạm phát sóng FM Cầu Đất            | 97,0                                                 | Lâm Đồng (Xã Trạm Hành, TP. Đà Lạt) | |
| Lâm Đồng   | Đài phát thanh TP. Bảo Lộc           | 98,6                                                 | Bảo Lộc                             | |
| Lâm Đồng   | Đài phát thanh huyện Lâm Hà          | 98,7                                                 | Lâm Hà                              | |
| Lâm Đồng   | Trạm phát sóng FM Cầu Đất            | 100,0                                                | VOV1, VOV4 (khu vực miền Trung)     | [ 127 ] |
| Lâm Đồng   | Trạm phát sóng FM Cầu Đất            | 101,5                                                | VOV3                                | |
| Lâm Đồng   | Đài phát thanh huyện Bảo Lâm         | 98,0 → 102,0                                         | Bảo Lâm                             | |
| Lâm Đồng   | Trạm phát sóng FM Cầu Đất            | 103,5                                                | VOV1 (cũ)                           | |
| Lâm Đồng   | Đài phát thanh TP. Đà Lạt            | 102,0 → 107,5 → 104,8                                | Đà Lạt                              | |
| Lâm Đồng   | Đài phát thanh huyện Cát Tiên        | 105,5 → 104,8                                        | Cát Tiên                            | |

## Đông Nam Bộ
| Tỉnh thành        | Trạm phát                                       | Kênh tần số FM (MHz)  | Tên kênh                             | Chú thích                                                 |
| ----------------- | ----------------------------------------------- | --------------------- | ------------------------------------ | --------------------------------------------------------- |
| Bình Phước        | Trạm phát sóng núi Bà Rá                        | 87,7                  | VOH                                  |                                                           |
| Bình Phước        | Đài PT–TH & Báo Bình Phước – Núi Bà Rá          | 89,4                  | Bình Phước                           | Phát sóng từ 5h00–23h30 hàng ngày                         |
| Bình Phước        | Đài phát thanh huyện Hớn Quản                   | 91,8                  | Hớn Quản                             |                                                           |
| Bình Phước        | Đài phát thanh huyện Lộc Ninh                   | 94,4                  | Lộc Ninh                             |                                                           |
| Bình Phước        | Đài phát thanh TX. Phước Long                   | 94,7                  | Phước Long                           |                                                           |
| Bình Phước        | Đài phát thanh huyện Bù Đốp                     | 95,1                  | Bù Đốp                               |                                                           |
| Bình Phước        | Đài phát thanh TX. Chơn Thành                   | 95,5                  | Chơn Thành                           |                                                           |
| Bình Phước        | Đài phát thanh huyện Đồng Phú                   | 97,1                  | Đồng Phú                             |                                                           |
| Bình Phước        | Đài phát thanh TX. Bình Long                    | 98,1                  | Bình Long                            |                                                           |
| Bình Phước        | Đài phát thanh TP. Đồng Xoài                    | 98,6                  | Đồng Xoài                            |                                                           |
| Bình Phước        | Đài phát thanh huyện Phú Riềng                  | 100,6                 | Phú Riềng                            |                                                           |
| Bình Phước        | Đài phát thanh huyện Bù Đăng                    | 102,0                 | Bù Đăng                              |                                                           |
| Bình Phước        | Đài phát thanh huyện Bù Gia Mập                 | 102,5                 | Bù Gia Mập                           |                                                           |
| Tây Ninh          | Đài phát thanh huyện Châu Thành                 | 89,6                  | Châu Thành                           |                                                           |
| Tây Ninh          | Đài phát thanh huyện Tân Biên                   | 91,3                  | Tân Biên                             |                                                           |
| Tây Ninh          | Đài phát thanh huyện Tân Châu                   | 106,1 → 93,3          | Tân Châu                             |                                                           |
| Tây Ninh          | Đài phát thanh TX. Trảng Bàng                   | 94,9                  | Trảng Bàng                           |                                                           |
| Tây Ninh          | Đài phát thanh TP. Tây Ninh                     | 95,1                  | TP. Tây Ninh                         |                                                           |
| Tây Ninh          | Đài phát thanh huyện Bến Cầu                    | 96,3                  | Bến Cầu                              | [ 128 ]                                                   |
| Tây Ninh          | Đài phát thanh TX. Hòa Thành                    | 96,7                  | Hòa Thành                            |                                                           |
| Tây Ninh          | Trạm phát sóng núi Bà Đen cũ                    | 99,0                  | VOV Giao thông                       |                                                           |
| Tây Ninh          | Đài phát thanh huyện Dương Minh Châu            | 99,4                  | Dương Minh Châu                      |                                                           |
| Tây Ninh          | Đài phát thanh huyện Gò Dầu                     | 100,4                 | Gò Dầu                               |                                                           |
| Tây Ninh          | Trạm phát sóng núi Bà Đen                       | 101,0                 | VOV1/Núi Bà Đen (cũ) VOV3            | [ 10 ]                                                    |
| Tây Ninh          | Đài PT–TH Tây Ninh                              | 103,1                 | Tây Ninh                             | Phát sóng từ 5h00–23h00 hàng ngày                         |
| Bình Dương        | Đài phát thanh huyện Bắc Tân Uyên               | 88,2                  | Bắc Tân Uyên                         |                                                           |
| Bình Dương        | Đài phát thanh TP. Dĩ An                        | 89,9                  | Dĩ An                                | [ 129 ]                                                   |
| Bình Dương        | Đài phát thanh TP. Thủ Dầu Một                  | 90,4                  | Thủ Dầu Một                          |                                                           |
| Bình Dương        | Đài PT–TH Bình Dương                            | 92,5                  | Bình Dương                           | Phát sóng từ 4h00–1h00 rạng sáng ngày hôm sau             |
| Bình Dương        | Đài phát thanh TP. Thuận An                     | 93,6                  | Thuận An                             |                                                           |
| Bình Dương        | Đài phát thanh TP. Bến Cát                      | 94,6                  | Bến Cát                              |                                                           |
| Bình Dương        | Đài phát thanh TP. Tân Uyên                     | 98,2                  | Tân Uyên                             |                                                           |
| Bình Dương        | Đài phát thanh huyện Dầu Tiếng                  | 98,4                  | Dầu Tiếng                            |                                                           |
| Bình Dương        | Đài phát thanh huyện Bàu Bàng                   | 106,8 → 98,9          | Bàu Bàng                             | [ 134 ] [ 135 ]                                           |
| Bình Dương        | Đài phát thanh huyện Phú Giáo                   | 99,5                  | Phú Giáo                             |                                                           |
| Bình Dương        | Đài PT–TH Bình Dương                            | 101,7                 | JOYFM (ON 365FM cũ)                  | Ngừng phủ sóng tại các khu vực phía Nam từ ngày 23/8/2022 |
| Đồng Nai          | Đài phát thanh huyện Nhơn Trạch                 | 88,4                  | Nhơn Trạch                           |                                                           |
| Đồng Nai          | Đài phát thanh huyện Thống Nhất                 | 88,6                  | Thống Nhất                           |                                                           |
| Đồng Nai          | Núi Chứa Chan, Xuân Lộc                         | 89,7                  | Đồng Nai                             |                                                           |
| Đồng Nai          | Đài phát thanh huyện Tân Phú                    | 90,6                  | Tân Phú                              |                                                           |
| Đồng Nai          | Đài phát thanh TP. Biên Hòa                     | 106,0 → 92,8          | Biên Hòa                             |                                                           |
| Đồng Nai          | Đài phát thanh huyện Cẩm Mỹ                     | 93,3                  | Cẩm Mỹ                               |                                                           |
| Đồng Nai          | Đài phát thanh huyện Định Quán                  | 93,4                  | Định Quán                            |                                                           |
| Đồng Nai          | Đài phát thanh huyện Vĩnh Cửu                   | 94,5                  | Vĩnh Cửu                             |                                                           |
| Đồng Nai          | Đài phát thanh huyện Xuân Lộc                   | 94,6                  | Xuân Lộc                             |                                                           |
| Đồng Nai          | Đài PT–TH Đồng Nai                              | 95,0                  | VOV5                                 | cũ                                                        |
| Đồng Nai          | Đài phát thanh TP. Long Khánh                   | 95,3                  | Long Khánh                           |                                                           |
| Đồng Nai          | Đài PT–TH Đồng Nai                              | 97,5                  | Đồng Nai                             | Phát sóng từ 4h30–23h00 hàng ngày                         |
| Đồng Nai          | Đài phát thanh huyện Long Thành                 | 107,3 → 104,2 → 103,1 | Long Thành                           |                                                           |
| Đồng Nai          | Đài phát thanh huyện Trảng Bom                  | 103,8                 | Trảng Bom                            |                                                           |
| Bà Rịa – Vũng Tàu | Đài phát thanh TP. Bà Rịa                       | 88,0                  | Bà Rịa                               |                                                           |
| Bà Rịa – Vũng Tàu | Trạm phát sóng Bến Dầm                          | 88,3                  | Bà Rịa – Vũng Tàu (Bến Đầm, Côn Đảo) |                                                           |
| Bà Rịa – Vũng Tàu | Đài phát thanh huyện Đất Đỏ                     | 88,5                  | Đất Đỏ                               |                                                           |
| Bà Rịa – Vũng Tàu | Đài phát thanh huyện Xuyên Mộc                  | 87,5 → 89,3           | Xuyên Mộc                            |                                                           |
| Bà Rịa – Vũng Tàu | Đài phát thanh huyện Long Điền                  | 90,0                  | Long Điền                            |                                                           |
| Bà Rịa – Vũng Tàu | Núi Nhỏ (cũ) → Đài PT–TH tỉnh Bà Rịa – Vũng Tàu | 102,5 → 92,0          | Bà Rịa – Vũng Tàu                    | Phát sóng 5h00–23h00 hàng ngày                            |
| Bà Rịa – Vũng Tàu | Trạm phát sóng Cỏ Ống                           | 95,0                  | Bà Rịa – Vũng Tàu (Cỏ Ống, Côn Đảo)  |                                                           |
| Bà Rịa – Vũng Tàu | Trạm phát sóng Núi Thánh Giá                    | 96,0                  | VOH (Côn Đảo)                        |                                                           |
| Bà Rịa – Vũng Tàu | Đài phát thanh huyện Côn Đảo                    | 97,0                  | Côn Đảo                              | [ 123 ]                                                   |
| Bà Rịa – Vũng Tàu | Đài phát thanh huyện Châu Đức                   | 90,7 → 99,6           | Châu Đức                             | [ 139 ]                                                   |
| Bà Rịa – Vũng Tàu | Đài phát thanh huyện Châu Đức                   | 100,6                 | Bà Rịa – Vũng Tàu (Châu Đức)         |                                                           |
| Bà Rịa – Vũng Tàu | Đài phát thanh huyện Côn Đảo                    | 101,0                 | VOV1 (Côn Đảo)                       |                                                           |
| Bà Rịa – Vũng Tàu | Trạm phát sóng FM Núi Lớn                       | 102,0                 | VOV5 → VOV3                          |                                                           |
| Bà Rịa – Vũng Tàu | Đài phát thanh TX. Phú Mỹ                       | 102,2                 | Bà Rịa – Vũng Tàu (Phú Mỹ)           |                                                           |
| Bà Rịa – Vũng Tàu | Đài phát thanh TX. Phú Mỹ                       | 105,0                 | Phú Mỹ                               | Trước đây là huyện Tân Thành                              |
| TP. Hồ Chí Minh   | Đài Tiếng nói nhân dân TP. HCM                  | 87,7                  | VOH 87,7                             | Phát sóng từ 5h00–23h00 hàng ngày                         |
| TP. Hồ Chí Minh   | Đài phát sóng Quán Tre                          | 89,0                  | VOV Sức khỏe                         | [ 143 ]                                                   |
| TP. Hồ Chí Minh   | Trạm phát sóng Quán Tre                         | 89,0                  | VOV3 (cũ)                            | [ 10 ]                                                    |
| TP. Hồ Chí Minh   | Trạm phát sóng Quán Tre                         | 91,0                  | VOV Giao thông TP. HCM               | [ 144 ] [ 145 ]                                           |
| TP. Hồ Chí Minh   | Đài phát thanh huyện Hóc Môn                    | 93,0                  | Hóc Môn                              |                                                           |
| TP. Hồ Chí Minh   | Trạm phát sóng Quán Tre                         | 94,0                  | VOV1                                 |                                                           |
| TP. Hồ Chí Minh   | Đài Tiếng nói nhân dân TP. HCM                  | 95,6                  | VOH 95,6                             | Phát sóng từ 5h00–23h00 hàng ngày                         |
| TP. Hồ Chí Minh   | Đài phát sóng Quán Tre                          | 96,5                  | VOV2                                 | [ 147 ]                                                   |
| TP. Hồ Chí Minh   | Đài phát thanh huyện Nhà Bè                     | 96,5 → 98,3           | Nhà Bè                               |                                                           |
| TP. Hồ Chí Minh   | Đài phát thanh huyện Củ Chi                     | 106,5 → 99,2          | Củ Chi                               | [ 148 ]                                                   |
| TP. Hồ Chí Minh   | Đài Tiếng nói nhân dân TP. HCM                  | 99,9                  | VOH 99,9                             | Phát sóng 24/24h                                          |
| TP. Hồ Chí Minh   | Trạm phát sóng Quán Tre                         | 104,5 → 102,7         | VOV3                                 |                                                           |
| TP. Hồ Chí Minh   | Đài Truyền hình TP. HCM                         | 103,0                 | VOH (cũ)                             | [ 151 ]                                                   |
| TP. Hồ Chí Minh   | Đài phát thanh huyện Bình Chánh                 | 103,4                 | Bình Chánh                           | Phát sóng từ 17:00 đến 18:30 hằng ngày                    |
| TP. Hồ Chí Minh   | Trạm phát sóng Quán Tre                         | 104,0                 | VOV Tiếng Anh 24/7                   |                                                           |
| TP. Hồ Chí Minh   | Đài phát sóng Quán Tre                          | 104,5                 | VOV2 (cũ)                            |                                                           |
| TP. Hồ Chí Minh   | Đài phát thanh huyện Cần Giờ                    | 105,0 → 104,6         | Cần Giờ                              |                                                           |
| TP. Hồ Chí Minh   | Đài phát sóng Quán Tre                          | 91,0 → 105,7          | VOV5                                 |                                                           |

## Tây Nam Bộ
| Tỉnh thành | Trạm phát                                    | Kênh tần số FM (MHz)               | Tên kênh                               | Chú thích |
| ---------- | -------------------------------------------- | ---------------------------------- | -------------------------------------- | --- |
| Long An    | Đài phát thanh huyện Tân Hưng                | 89,2                               | Tân Hưng                               | |
| Long An    | Đài phát thanh huyện Tân Trụ                 | 89,4                               | Tân Trụ                                | |
| Long An    | Đài phát thanh huyện Đức Huệ                 | 91,7                               | Đức Huệ                                | |
| Long An    | Đài phát thanh huyện Vĩnh Hưng               | 92,9                               | Vĩnh Hưng                              | |
| Long An    | Đài phát thanh huyện Cần Giuộc               | 93,2                               | Cần Giuộc                              | |
| Long An    | Đài phát thanh TX. Kiến Tường                | 94,4                               | TX. Kiến Tường                         | |
| Long An    | Đài phát thanh huyện Châu Thành              | 106,2 → 94,7                       | Châu Thành                             | |
| Long An    | Đài phát thanh huyện Thạnh Hóa               | 95,4                               | Thạnh Hóa                              | |
| Long An    | Đài PT–TH Long An                            | 96,9                               | Long An                                | Phát sóng từ 5h00–21h00 hàng ngày |
| Long An    | Đài phát thanh huyện Cần Đước                | 98,8                               | Cần Đước                               | |
| Long An    | Đài phát thanh huyện Tân Thạnh               | 99,3                               | Tân Thạnh                              | |
| Long An    | Đài phát thanh huyện Bến Lức                 | 100,5                              | Bến Lức                                | |
| Long An    | Đài phát thanh TP. Tân An                    | 103,7                              | Tân An                                 | |
| Long An    | Đài phát thanh huyện Mộc Hóa                 | 104,9                              | Mộc Hóa                                | |
| Long An    | Đài phát thanh huyện Đức Hòa                 | 105,2                              | Đức Hòa                                | Đài đã đăng ký tần số 104,8 MHz, tuy nhiên trên thực tế vẫn dùng tần số cũ. Phát sóng 5h00–6h30, 17h00–18h30 hàng ngày.                                 |
| Long An    | Đài phát thanh huyện Thủ Thừa                | 107,2                              | Thủ Thừa                               | |
| Tiền Giang | Đài phát thanh huyện Chợ Gạo                 | 88,8                               | Chợ Gạo                                | |
| Tiền Giang | Đài phát thanh huyện Tân Phước               | 92,2                               | Tân Phước                              | |
| Tiền Giang | Đài phát thanh huyện Cái Bè                  | 94,8                               | Cái Bè                                 | |
| Tiền Giang | Đài phát thanh huyện Gò Công Đông            | 95,0                               | Gò Công Đông                           | |
| Tiền Giang | Đài PT–TH Tiền Giang                         | 102,7 → 96,2                       | Tiền Giang                             | Phát sóng từ 5h00–23h00 hàng ngày, phát nhạc không lời từ 23h00–5h00 sáng hôm sau, riêng máy phát analog tắt sóng từ 23h00 đến khoảng 4h40 sáng hôm sau |
| Tiền Giang | Đài phát thanh TP. Gò Công                   | 98,5                               | Gò Công                                | |
| Tiền Giang | Đài phát thanh TP. Mỹ Tho                    | 99,1                               | Mỹ Tho                                 | |
| Tiền Giang | Đài phát thanh huyện Cai Lậy                 | 102,1                              | Cai Lậy                                | |
| Tiền Giang | Đài phát thanh TX. Cai Lậy                   | 103,5                              | TX. Cai Lậy                            | |
| Tiền Giang | Đài phát thanh huyện Gò Công Tây             | 103,6                              | Gò Công Tây                            | |
| Tiền Giang | Đài phát thanh huyện Tân Phú Đông            | 106,7                              | Tân Phú Đông                           | Đài đã đăng ký tần số 99,5 MHz, tuy nhiên trên thực tế vẫn dùng tần số cũ. Phát sóng 4h50–7h00, 11h00–12h00, 17h00–18h45 hàng ngày.                     |
| Tiền Giang | Đài phát thanh huyện Châu Thành              | 107,5                              | Châu Thành                             | Đài đã đăng ký tần số 104,4 MHz, tuy nhiên trên thực tế vẫn dùng tần số cũ                                                                              |
| Bến Tre    | Đài phát thanh huyện Chợ Lách                | 88,5                               | Chợ Lách                               | |
| Bến Tre    | Đài phát thanh TP. Bến Tre                   | 107,0 → 91,6                       | TP. Bến Tre                            | |
| Bến Tre    | Đài phát thanh huyện Châu Thành              | 94,5                               | Châu Thành                             | |
| Bến Tre    | Đài phát thanh huyện Giồng Trôm              | 95,2                               | Giồng Trôm                             | |
| Bến Tre    | Đài phát thanh huyện Thạnh Phú               | 96,6                               | Thạnh Phú                              | [ 156 ] |
| Bến Tre    | Đài phát thanh huyện Mỏ Cày Nam              | 97,6                               | Mỏ Cày Nam                             | |
| Bến Tre    | Đài PT–TH Bến Tre                            | 97,9                               | Bến Tre                                | Phát sóng từ 5h00–22h30 hàng ngày |
| Bến Tre    | Đài phát thanh huyện Ba Tri                  | 98,1                               | Ba Tri                                 | |
| Bến Tre    | Đài phát thanh huyện Bình Đại                | 101,7                              | Bình Đại                               | |
| Bến Tre    | Đài phát thanh huyện Mỏ Cày Bắc              | 105,3 → 104,8                      | Mỏ Cày Bắc                             | |
| Đồng Tháp  | Đài phát thanh huyện Thanh Bình              | 89,9                               | Thanh Bình                             | |
| Đồng Tháp  | Đài phát thanh huyện Lai Vung                | 95,0 → 91,4                        | Lai Vung                               | |
| Đồng Tháp  | Đài phát thanh huyện Lấp Vò                  | 92,0                               | Lấp Vò                                 | |
| Đồng Tháp  | Đài phát thanh huyện Tân Hồng                | 92,4                               | Tân Hồng                               | |
| Đồng Tháp  | Đài phát thanh TP. Sa Đéc                    | 95,8                               | TP. Sa Đéc                             | |
| Đồng Tháp  | Đài phát thanh TP. Cao Lãnh                  | 96,4                               | TP. Cao Lãnh                           | |
| Đồng Tháp  | Đài phát thanh TP. Hồng Ngự                  | 96,5                               | TP. Hồng Ngự                           | |
| Đồng Tháp  | Đài phát thanh huyện Tháp Mười               | 97,6                               | Tháp Mười                              | |
| Đồng Tháp  | Đài PT–TH Đồng Tháp                          | 98,4                               | Đồng Tháp                              | Phát sóng từ 5h00–8h00, 11h30–13h00 và từ 16h00–20h30 các ngày từ thứ 2 đến thứ 6 và từ 5h00–20h30 vào 2 ngày thứ 7 và CN                               |
| Đồng Tháp  | Đài phát thanh huyện Tam Nông                | 100,2                              | Tam Nông                               | |
| Đồng Tháp  | Đài phát thanh huyện Châu Thành              | 100,8                              | Châu Thành                             | |
| Đồng Tháp  | Đài phát thanh huyện Hồng Ngự                | 101,7                              | Hồng Ngự                               | |
| Đồng Tháp  | Đài phát thanh huyện Cao Lãnh                | 102,9                              | Cao Lãnh                               | |
| Vĩnh Long  | Đài PT–TH Vĩnh Long                          | 90,2                               | Vĩnh Long                              | Phát sóng 24/24h |
| Vĩnh Long  | Đài phát thanh huyện Vũng Liêm               | 90,7                               | Vũng Liêm                              | |
| Vĩnh Long  | Đài phát thanh huyện Trà Ôn                  | 93,2                               | Trà Ôn                                 | |
| Vĩnh Long  | Đài phát thanh TP. Vĩnh Long                 | 93,5                               | TP. Vĩnh Long                          | |
| Vĩnh Long  | Đài phát thanh huyện Mang Thít               | 95,5                               | Mang Thít                              | |
| Vĩnh Long  | Đài phát thanh TX. Bình Minh                 | 96,0                               | Bình Minh                              | |
| Vĩnh Long  | Đài phát thanh huyện Long Hồ                 | 98,7                               | Long Hồ                                | |
| Vĩnh Long  | Đài phát thanh huyện Bình Tân                | 106,4 → 98,9                       | Bình Tân                               | |
| Vĩnh Long  | Đài phát thanh huyện Tam Bình                | 99,7                               | Tam Bình                               | Đài đã ngừng phát sóng FM và chuyển sang sóng loa phát thanh và phủ sóng trên địa bàn huyện Tam Bình.                                                   |
| Cần Thơ    | Đài phát sóng phát thanh VN2                 | 88,0                               | VOV4 (khu vực Đồng bằng Sông Cửu Long) | Phát sóng từ 6h00 - 9h30 và 15h - 18h30 hằng ngày. |
| Cần Thơ    | Đài phát sóng phát thanh VN2                 | 89,0                               | VOV Sức khỏe                           | Ngừng sóng từ 4/6/2023 |
| Cần Thơ    | Đài phát thanh huyện Vĩnh Thạnh              | 89,2                               | Vĩnh Thạnh                             | |
| Cần Thơ    | Đài phát sóng phát thanh VN2                 | 90,0                               | VOV Giao thông – Mekong FM             | Phát sóng 24/24h hàng ngày. Từ 6h–9h, 10h30–12h và 14h30–19h/20h là chương trình của Mekong FM, thời gian còn lại tiếp sóng VOV Giao thông TP. HCM.     |
| Cần Thơ    | Đài phát thanh quận Ô Môn                    | 90,8 → 91,0                        | Ô Môn                                  | |
| Cần Thơ    | Đài phát thanh huyện Cờ Đỏ                   | 88,8 → 92,5                        | Cờ Đỏ                                  | |
| Cần Thơ    | Đài phát sóng phát thanh VN2                 | 90,0 → 102,5 → 94,0                | VOV1                                   | |
| Cần Thơ    | Đài phát thanh quận Thốt Nốt                 | 94,0 → 95,3                        | Thốt Nốt                               | |
| Cần Thơ    | Đài phát sóng phát thanh VN2                 | 96,5                               | VOV2                                   | [ 160 ] |
| Cần Thơ    | Đài PT–TH Cần Thơ                            | 97,3                               | Cần Thơ                                | Phát sóng 24/24h |
| Cần Thơ    | Đài phát thanh quận Cái Răng                 | 103,8 → 98,2                       | Cái Răng                               | [ 162 ] |
| Cần Thơ    | Đài phát thanh quận Bình Thủy                | 105,7 → 101,3                      | Bình Thủy                              | [ 163 ] |
| Cần Thơ    | Đài phát thanh huyện Thới Lai                | 104,1 → 102,2                      | Thới Lai                               | |
| Cần Thơ    | Đài phát sóng phát thanh VN2                 | 102,2                              | VOV3 (cũ)                              | |
| Cần Thơ    | Đài phát thanh huyện Phong Điền              | 105,2 → 102,4                      | Phong Điền                             | |
| Cần Thơ    | Đài phát sóng phát thanh VN2                 | 104,0                              | VOV Tiếng Anh 24/7                     | |
| Cần Thơ    | Đài phát thanh quận Ninh Kiều                | 104,7                              | Ninh Kiều                              | |
| Hậu Giang  | Đài phát thanh huyện Châu Thành              | 88,6                               | Châu Thành                             | |
| Hậu Giang  | Đài PT–TH Hậu Giang                          | 89,6                               | Hậu Giang                              | Phát sóng từ 5h00–24h00 hàng ngày |
| Hậu Giang  | Đài phát thanh huyện Vị Thủy                 | 91,1                               | Vị Thủy                                | |
| Hậu Giang  | Đài phát thanh TX. Long Mỹ                   | 94,3                               | Long Mỹ                                | |
| Hậu Giang  | Đài phát thanh TP. Vị Thanh                  | 95,4                               | Vị Thanh                               | |
| Hậu Giang  | Đài phát thanh TP. Ngã Bảy                   | 95,8                               | Ngã Bảy                                | |
| Hậu Giang  | Đài phát thanh huyện Long Mỹ                 | 97,7                               | Long Mỹ                                | |
| Hậu Giang  | Đài phát thanh huyện Châu Thành A            | 101,7 → 101,6                      | Châu Thành A                           | |
| Hậu Giang  | Đài phát thanh huyện Phụng Hiệp              | 106,6 → 104,9                      | Phụng Hiệp                             | |
| Trà Vinh   | Đài PT–TH Trà Vinh                           | 88,0 (cũ)                          | VOV1                                   | |
| Trà Vinh   | Đài phát thanh huyện Cầu Ngang               | 88,7                               | Cầu Ngang                              | |
| Trà Vinh   | Đài phát thanh huyện Trà Cú                  | 90,6                               | Trà Cú                                 | |
| Trà Vinh   | Đài PT–TH Trà Vinh                           | 92,7                               | Trà Vinh                               | Phát sóng từ 5h00–22h00 hàng ngày |
| Trà Vinh   | Đài phát thanh huyện Châu Thành              | 93,7                               | Châu Thành                             | |
| Trà Vinh   | Đài PT–TH Trà Vinh                           | 95,0                               | VOV1                                   | |
| Trà Vinh   | Đài phát thanh huyện Duyên Hải               | 95,9                               | Duyên Hải                              | |
| Trà Vinh   | Đài phát thanh huyện Tiểu Cần                | 99,3                               | Tiểu Cần                               | [ 123 ] |
| Trà Vinh   | Đài phát thanh TP. Trà Vinh                  | 106,0 → 98,9                       | TP. Trà Vinh                           | |
| Trà Vinh   | Đài phát thanh huyện Cầu Kè                  | 101,4                              | Cầu Kè                                 | |
| Trà Vinh   | Đài phát thanh TX. Duyên Hải                 | 101,5                              | TX. Duyên Hải                          | |
| Trà Vinh   | Đài phát thanh huyện Càng Long               | 102,3                              | Càng Long                              | |
| Trà Vinh   | Đài PT–TH Trà Vinh                           | 102,5 → 103,0                      | VOV2                                   | cũ |
| Sóc Trăng  | Đài phát thanh huyện Kế Sách                 | 92,1                               | Kế Sách                                | |
| Sóc Trăng  | Đài phát thanh huyện Thạnh Trị               | 93,4                               | Thạnh Trị                              | |
| Sóc Trăng  | Đài phát thanh TX. Vĩnh Châu                 | 94,6                               | Vĩnh Châu                              | Đài đã đăng ký tần số 95,7 MHz, tuy nhiên trên thực tế vẫn dùng tần số cũ                                                                               |
| Sóc Trăng  | Đài phát thanh huyện Long Phú                | 98,0                               | Long Phú                               | |
| Sóc Trăng  | Đài phát thanh huyện Mỹ Tú                   | 98,6                               | Mỹ Tú                                  | |
| Sóc Trăng  | Đài phát thanh huyện Châu Thành              | 99,0                               | Châu Thành                             | |
| Sóc Trăng  | Đài phát thanh TX. Ngã Năm                   | 100,1                              | Ngã Năm                                | |
| Sóc Trăng  | Đài PT–TH Sóc Trăng                          | 100,4                              | Sóc Trăng                              | Phát sóng từ 5h00–22h00 hàng ngày |
| Sóc Trăng  | Đài phát thanh huyện Cù Lao Dung             | 100,7                              | Cù Lao Dung                            | |
| Sóc Trăng  | Đài phát thanh TP. Sóc Trăng                 | 102,0                              | TP. Sóc Trăng                          | |
| Sóc Trăng  | Đài PT–TH Sóc Trăng                          | 103,2                              | VOH (cũ)                               | |
| Sóc Trăng  | Đài phát thanh huyện Mỹ Xuyên                | 105,4 → 104,3                      | Mỹ Xuyên                               | |
| Sóc Trăng  | Đài phát thanh huyện Trần Đề                 | 106,9 → 104,8                      | Trần Đề                                | |
| Bạc Liêu   | Đài phát thanh TP. Bạc Liêu                  | 88,0 → 89,3                        | TP. Bạc Liêu                           | |
| Bạc Liêu   | Đài phát thanh TX. Giá Rai                   | 88,9                               | Giá Rai                                | |
| Bạc Liêu   | Đài phát thanh huyện Phước Long              | 92,4                               | Phước Long                             | |
| Bạc Liêu   | Đài PT–TH Bạc Liêu                           | 93,8                               | Bạc Liêu                               | Phát sóng 5h00–13h00 và 17h00–23h00 hàng ngày |
| Bạc Liêu   | Đài phát thanh huyện Hòa Bình                | 94,7                               | Hòa Bình                               | |
| Bạc Liêu   | Đài phát thanh huyện Đông Hải                | 95,4                               | Đông Hải                               | |
| Bạc Liêu   | Đài phát thanh huyện Hồng Dân                | 96,7                               | Hồng Dân                               | |
| Bạc Liêu   | Đài phát thanh huyện Vĩnh Lợi                | 98,8                               | Vĩnh Lợi                               | |
| Cà Mau     | Đài phát thanh huyện Đầm Dơi                 | 90,8                               | Đầm Dơi                                | Phát sóng từ 05h00-05h30, 11h00-11h30, 17h00-17h30 hằng ngày                                                                                            |
| Cà Mau     | Đài phát thanh huyện Năm Căn                 | 92,7                               | Năm Căn                                | Phát sóng từ 06h30-07h00, 11h30-12h00 và 17h15-17h40 hằng ngày                                                                                          |
| Cà Mau     | Đài phát thanh huyện U Minh                  | 92,8                               | U Minh                                 | Phát sóng từ 05h00-06h30, 10h45-12h30 và 17h00-18h30 hằng ngày                                                                                          |
| Cà Mau     | Đài phát thanh huyện Trần Văn Thời           | 93,3                               | Trần Văn Thời                          | Phát sóng từ 05h00-06h30, 11h00-12h30 và 17h00-18h30 hằng ngày                                                                                          |
| Cà Mau     | Đài PT–TH Cà Mau                             | 94,6                               | Cà Mau                                 | Phát sóng từ 5h00–22h00 hàng ngày |
| Cà Mau     | Đài phát thanh huyện Cái Nước                | 95,0                               | Cái Nước                               | Phát sóng từ 06h30-07h00, 11h30-12h00 và 17h30-18h00 hằng ngày                                                                                          |
| Cà Mau     | Đài phát thanh huyện Thới Bình               | 95,5                               | Thới Bình                              | Phát sóng từ 06h30-07h00, 11h30-12h00 và 18h30-19h00 hằng ngày                                                                                          |
| Cà Mau     | Đài PT–TH Cà Mau                             | 95,9                               | VOV1                                   | |
| Cà Mau     | Đài PT–TH Cà Mau                             | 97,8                               | VOV1                                   | cũ |
| Cà Mau     | Đài phát thanh TP. Cà Mau                    | 98,5                               | TP. Cà Mau                             | Phát sóng từ 05h30-06h00, 11h30-12h00 và 17h30-18h00 hằng ngày                                                                                          |
| Cà Mau     | Đài phát thanh huyện Ngọc Hiển               | 99,2                               | Ngọc Hiển                              | Phát sóng từ 05h00-05h30, 11h00-12h30 và 17h00-18h00 hằng ngày                                                                                          |
| Cà Mau     | Đài phát thanh huyện Phú Tân                 | 99,6                               | Phú Tân                                | Phát sóng từ 06h20-06h45 và 16h30-17h00 hằng ngày |
| Cà Mau     | Đài PT–TH Cà Mau                             | 101,5                              | VOV3                                   | cũ |
| Cà Mau     | Đài PT–TH Cà Mau                             | 107,0                              | VOV1                                   | cũ |
| Kiên Giang | Đài phát thanh huyện Kiên Lương              | 88,0                               | Kiên Lương                             | |
| Kiên Giang | Đài phát thanh huyện Châu Thành              | 89,1                               | Châu Thành                             | |
| Kiên Giang | Đài phát thanh huyện Kiên Hải                | 89,5 (xã Nam Du) 95,7 (xã Hòn Tre) | Kiên Hải                               | |
| Kiên Giang | Đài phát thanh huyện Giồng Riềng             | 90,5                               | Giồng Riềng                            | |
| Kiên Giang | Đài phát thanh TP. Hà Tiên                   | 90,6                               | Hà Tiên                                | |
| Kiên Giang | Đài phát thanh huyện Vĩnh Thuận              | 91,0                               | Vĩnh Thuận                             | |
| Kiên Giang | Đài phát thanh huyện Gò Quao                 | 94,9                               | Gò Quao                                | |
| Kiên Giang | Đài phát thanh TP. Phú Quốc                  | 95,0                               | VOV1                                   | |
| Kiên Giang | Đài phát thanh TP. Phú Quốc                  | 95,7                               | Phú Quốc                               | |
| Kiên Giang | Đài phát thanh huyện An Biên                 | 96,0                               | An Biên                                | |
| Kiên Giang | Đài PT–TH Kiên Giang – Trạm phát sóng Hòn Me | 99,4                               | Kiên Giang                             | Phát sóng từ 5h25–19h45 hàng ngày |
| Kiên Giang | Đài phát thanh huyện An Minh                 | 100,3                              | An Minh                                | |
| Kiên Giang | Đài phát thanh huyện Hòn Đất                 | 95,1 → 100,6                       | Hòn Đất                                | [ 169 ] |
| Kiên Giang | Đài phát thanh TP. Phú Quốc                  | 101,0                              | VOV1 (cũ)                              | [ 170 ] |
| Kiên Giang | Đài phát thanh huyện Gò Quao                 | 88,5 101,0                         | VOV3                                   | |
| Kiên Giang | Đài phát thanh huyện Tân Hiệp                | 101,9                              | Tân Hiệp                               | |
| Kiên Giang | Trạm phát sóng FM Đảo Thổ Chu                | 102,0                              | VOV1                                   | |
| Kiên Giang | Đài phát thanh huyện U Minh Thượng           | 105,5 →102,1                       | U Minh Thượng                          | |
| Kiên Giang | Đài phát thanh TP. Phú Quốc                  | 103,5                              | VOV2                                   | |
| Kiên Giang | Đài phát thanh TP. Phú Quốc                  | 103,5 (cũ)                         | VOV3                                   | |
| Kiên Giang | Đài phát thanh TP. Rạch Giá                  | 104,3                              | Rạch Giá                               | |
| Kiên Giang | Đài phát thanh TP. Phú Quốc                  | 104,5                              | VOV Tiếng Anh 24/7                     | |
| Kiên Giang | Đài phát thanh huyện Giang Thành             | 104,5                              | Giang Thành                            | |
| An Giang   | Đài phát thanh huyện Tri Tôn                 | 87,5 → 88,7                        | Tri Tôn                                | |
| An Giang   | Trạm phát sóng FM Núi Cấm                    | 91,5 (cũ)                          | VOV3                                   | [ 171 ] |
| An Giang   | Đài phát thanh huyện Châu Thành              | 106,1 → 91,8                       | Châu Thành                             | |
| An Giang   | Đài phát thanh TP. Châu Đốc                  | 92,1                               | Châu Đốc                               | Ngừng phát sóng từ 01/07/2025 |
| An Giang   | Đài PT–TH An Giang – Núi Cấm                 | 93,1                               | An Giang                               | Phát sóng từ 5h00–22h00 hàng ngày |
| An Giang   | Đài phát thanh TX. Tịnh Biên                 | 107,1 → 93,6                       | Tịnh Biên                              | |
| An Giang   | Đài phát thanh huyện An Phú                  | 96,0                               | An Phú                                 | |
| An Giang   | Trạm phát sóng FM Núi Cấm                    | 96,5                               | VOV2                                   | cũ |
| An Giang   | Đài phát thanh TP. Long Xuyên                | 97,8                               | Long Xuyên                             | |
| An Giang   | Đài phát thanh TX. Tân Châu                  | 99,0                               | Tân Châu                               | |
| An Giang   | Đài phát thanh huyện Chợ Mới                 | 101,5                              | Chợ Mới                                | Ngừng phát sóng từ 01/07/2025 |
| An Giang   | Trạm phát sóng FM Núi Cấm                    | 102,7                              | VOV4 (khu vực ĐBSCL)                   | Phát chương trình tiếng Khmer và các nội dung khai thác bên VOV2                                                                                        |
| An Giang   | Đài phát thanh huyện Phú Tân                 | 103,4                              | Phú Tân                                | [ 174 ] |
| An Giang   | Đài phát thanh huyện Thoại Sơn               | 104,8                              | Thoại Sơn                              | |
| An Giang   | Đài phát thanh huyện Châu Phú                | 107,6                              | Châu Phú                               | Đài đã đăng ký tần số 91,3 MHz, tuy nhiên trên thực tế vẫn dùng tần số cũ                                                                               |

## Truyền thanh không dây
Truyền thanh không dây, hay còn có tên gọi khác là "loa phường, truyền thanh cơ sở", là những Đài phát thanh ở xã/phường/thị trấn (cấp xã), do Ủy ban nhân dân của các xã/phường/thị trấn đảm nhiệm (cũng được sử dụng bởi một số công ty hoặc các đơn vị nhỏ khác). Trạm phát đặt tại các đơn vị này có công suất phát sóng thấp (thường là 10–30W, một số trường hợp phát với công suất 5W, 37W hoặc 50W), phát sóng trên dải tần số FM từ 54–68 MHz. Với các trạm này chỉ có một số thiết bị FM mới có thể thu sóng và nghe được, tuy nhiên đa số vẫn phải nghe trực tiếp từ loa phát thanh cấp xã (hoặc nơi đặt trạm phát sóng). Ngoài ra có một số lượng đài phát thanh trên dải FM 87–108 MHz. Do số lượng đài do xã/phường/thị trấn/công ty... khá lớn, danh sách này không đề cập đến các đài phát thanh nói trên.